# Monumento histórico nacional a la Bandera

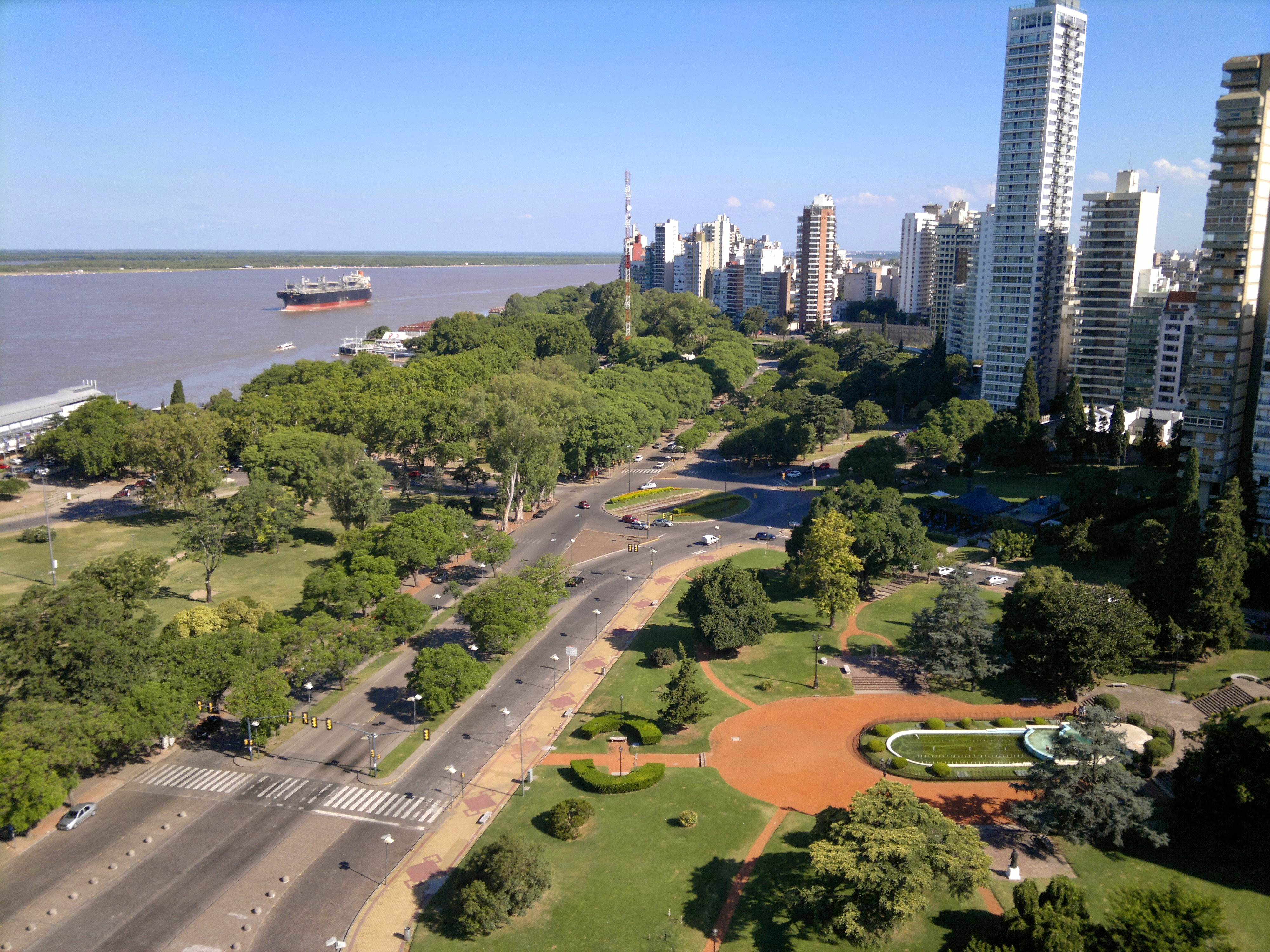
Vista desde el mirador del Monumento Histórico Nacional a la Bandera (año 2013).

El Monumento Histórico Nacional a la Bandera es una construcción símbolo de la ciudad de Rosario, en la República Argentina. Está asentado en el parque nacional a la Bandera, en el lugar donde el general Manuel Belgrano enarboló por primera vez la Bandera de Argentina, a orillas del río Paraná.
Fue diseñado por los arquitectos Ángel Guido y Alejandro Bustillo en estilo clasicismo despojado, y colaboraron los escultores Alfredo Bigatti ,José Fioravanti y Raúl Antonio Di Giano. Luego se agregarían obras de Eduardo Barnes y accesorios de Pedro Cresta. Además, se recuperarían las esculturas de Lola Mora, en el espejo de agua del Pasaje Juramento.
Posee una torre de 70 m de altura con mirador en la cima, una cripta en homenaje al General Manuel Belgrano, un Patio Cívico y el Propileo, y una Urna cineraria al Soldado Desconocido (del combate de San Lorenzo). En el subsuelo del propileo se encuentra la Sala de Honor de las Banderas de América..
Posse  en el centro el escudo nacional argentino y 14 escudos de las provincias que conformaban la argentina en 1812, distribuidas 7 a la izquierda pertenecientes a las provincias de Catamarca, Buenos Aires, Corrientes, Salta, Mendoza, Córdoba y San Juan y otros 7 escudos a la derecha pertenecientes a las provincias de  La Rioja, San Luis, Santiago del Estero, Jujuy, Tucumán, Entre Rios y Santa Fé. 

## Antecedentes históricos
En febrero de 1812, el general Manuel Belgrano propuso al gobierno del Primer Triunvirato de las Provincias Unidas del Río de la Plata la creación de la escarapela como símbolo patrio, al observar que los cuerpos del ejército nacional utilizaban diversos distintivos.
El 18 de febrero de 1812, el Triunvirato aprobó el uso de la escarapela celeste y blanca.

"Sea la escarapela nacional de las Provincias Unidas del Río de la Plata, de color blanco y azul celeste..."
Decreto del 18 de febrero de 1812 del poder constituido por el Triunvirato

El 27 de febrero de 1812, motivado por la reciente adopción de la escarapela, Manuel Belgrano diseñó una bandera con los mismos colores y la enarboló por primera vez a orillas del río Paraná. Belgrano tenía órdenes de vigilar la ribera del río Paraná de posibles incursiones realistas, por lo que creó dos baterías de combate: «Libertad», ubicada en lo que actualmente es la ciudad de Rosario; e «Independencia», ubicada en la isla del Espinillo, cruzando el río.
Allí, a orillas del río, Belgrano hizo jurar a sus soldados el vencer a los enemigos interiores y exteriores, ante la presencia, enarbolada, de la bandera recientemente creada.

Soldados de la Patria: En este punto hemos tenido la gloria de vestir la escarapela nacional que ha designado nuestro excelentísimo gobierno: en aquel, la batería de la Independencia, nuestras armas aumentarán las suyas. Juremos vencer a los enemigos interiores y exteriores, y la América del Sur será el templo de la independencia y de la libertad.
En fe de que así lo juráis, decid conmigo ¡Viva la Patria!
Señor capitán y tropa destinada por primera vez a la batería Independencia; id, posesionáos de ella, y cumplid el juramento que acabáis de hacer.
Proclama dirigida por Manuel Belgrano a su ejército al enarbolar por primera vez la bandera.

### Ubicación del monumento

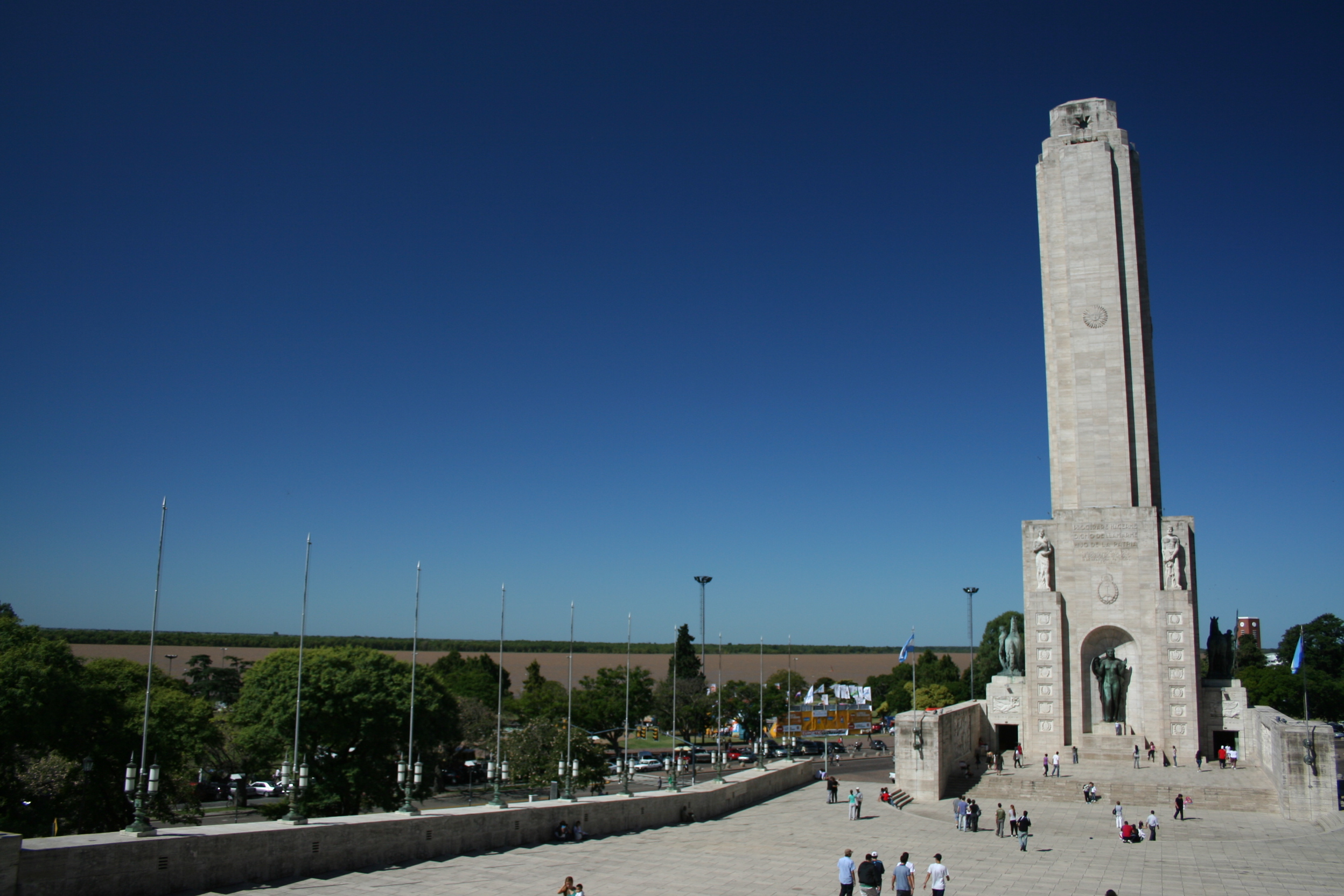
Vista del Monumento Histórico Nacional a la Bandera desde el propileo.

El 16 de abril de 1898, un decreto firmado por el Intendente Municipal Luis Lamas creó una comisión destinada a "que con el concurso de los poderes nacionales y provinciales realizara los festejos relativos  Nolasco Arias, Nicolás de Vedia, Joaquín Lejarza y David Peña, Jorge Tavernier Pelayo Ledesma, Zenón Pereyra, Jacinto Fernández, José Leguizamón, Agustín E. Landó, José S. Sempé, Miguel S. Coronado, Miguel Grandoli, Lisandro de la Torre y Calixto Lassaga.
A partir de información testimonial, la comisión emitió un informe arribando a la siguiente conclusión:

De todo lo expuesto, resulta, pues, que consta por una tradición pública, uniforme y no interrumpida que el sitio histórico sobre la barranca del río Paraná adonde estuvo la batería Libertad en que el general Belgrano hizo enarbolar por vez primera la que hoy es bandera argentina se encuentra entre las calles Córdoba y Santa Fe poco más o menos donde se halla la plaza Brown. En el presente caso la confianza que merecen estas afirmaciones sobre la determinación del referido sitio histórico no sólo se funda en que todas están acordes en lo principal sino en que se trata de personas veraces, sinceras, capaces por su edad y vinculaciones de familia de saber la verdad del hecho que se investiga, el que además no es de una época tan remota.
Informe de la Comisión de festejos patrios.

El 5 de julio de 1898 el Concejo Deliberante dictó una ordenanza declarando:

...que el punto histórico en que el general argentino don Manuel Belgrano enarboló el 27 de febrero de 1812 la bandera nacional, es el local en que actualmente se encuentra la plaza Almirante Brown entre las calles Córdoba por el sur, Santa Fe por el norte, Primero de Mayo por el oeste y del Bajo, por el este.
 [...] 
En consecuencia colocar el día 9 de Julio próximo la piedra fundamental del monumento a la bandera nacional que se elevará en el predicando punto.
Ordenanza del Concejo Deliberante del 5 de julio de 1898.

El 9 de julio de 1898 se colocó en la plaza Almirante Brown (actualmente plaza Manuel Belgrano) de la ciudad de Rosario la piedra fundamental del Monumento Histórico Nacional a la Bandera.

## Construcción

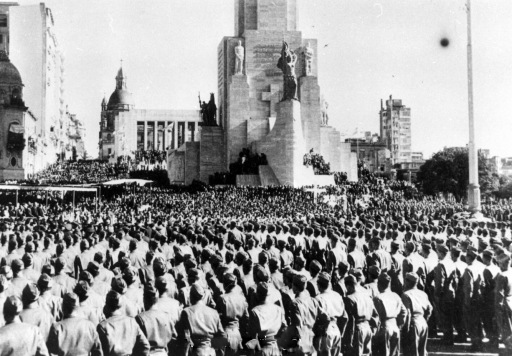
Inauguración del Monumento a la Bandera.

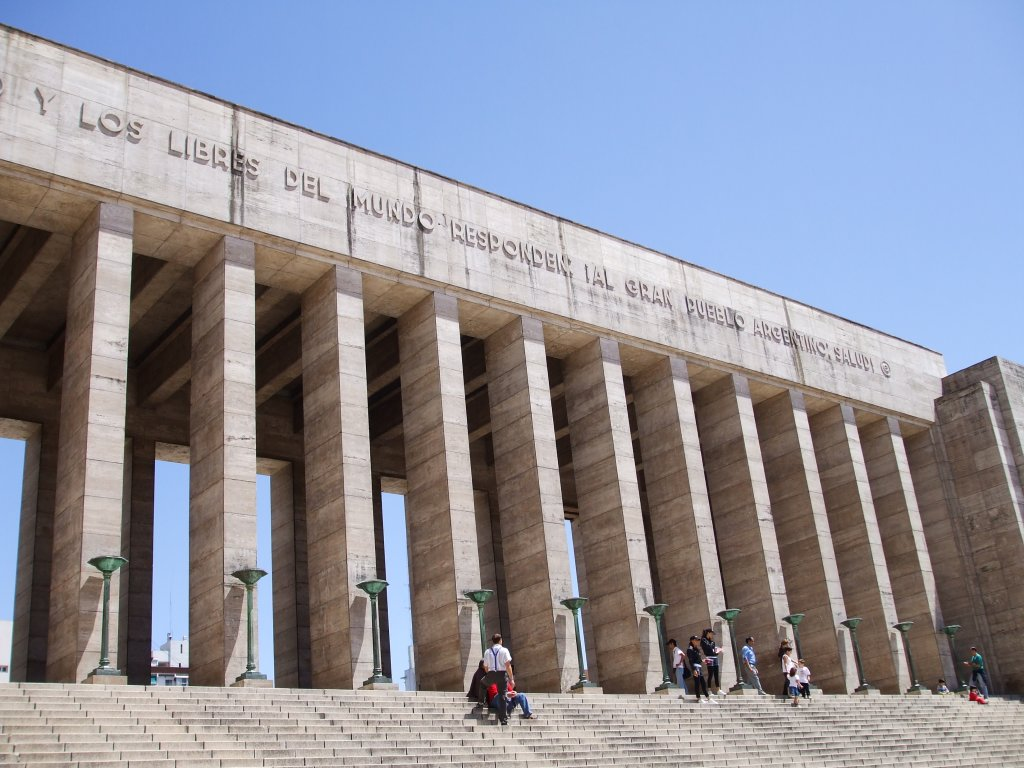
El Propileo y las escalinatas del Monumento a la Bandera.

En el año 1872, el ingeniero Nicolás Grondona, sin tener certeza del lugar exacto de izamiento de la bandera, inicia una campaña de recolección de fondos para construir dos monolitos: uno en la isla del Espinillo y otro en Rosario, lugares de emplazamiento de las baterías de Belgrano. Solamente consigue levantar el primero, que es destruido por una creciente del río Paraná unos años después.
En 1910, durante los festejos del Centenario de la Revolución de Mayo el Gobierno nacional destina los fondos para la construcción de un monumento a la bandera, y encarga su ejecución a la artista tucumana Lola Mora. Ésta comienza a realizar las estatuas en Italia y las va enviando a medida que están terminadas. Las estatuas de desnudos que realiza la artista (por ejemplo, la Fuente de las Nereidas de Buenos Aires) movilizan los prejuicios de la sociedad victoriana de la época y el proyecto es abandonado. Las estatuas ya realizadas deambularon por la ciudad, hasta que en 1997 son reacondicionadas y pasan a integrar el grupo del Pasaje Juramento.
Tras la rescisión del contrato con Lola Mora, la Comisión Pro-Monumento a la Bandera, convoca a un Concurso de Anteproyectos en el año 1928. Pocos datos se tienen de aquel concurso, pero se sabe que los proyectos no alcanzaron las expectativas del Jurado y fue declarado desierto.
Finalmente, en marzo de 1939 un decreto presidencial llama a concurso de planos y presupuesto para la realización del monumento, fijando un plazo hasta el 30 de junio de 1940 y en un millón de pesos moneda nacional el monto máximo para su construcción. Se presentan doce anteproyectos y el jurado se expide el 22 de septiembre de 1940, otorgando cuatro premios y tres menciones. El lema ganador es el presentado con el nombre de "Invicta" y tenía las siguientes características:
| ARQUITECTOS | Alejandro Bustillo, Ángel Francisco Guido |
| ESCULTORES  | Alfredo Bigatti, José Fioravanti Raúl Antonio Di Giano |
| SIMBOLOGÍA  | La obra en su conjunto simboliza la nave de la Patria surcando las aguas del mar de la eternidad en procura de un destino glorioso. A través de los diferentes conjuntos escultóricos se representan valores económicos, espirituales, históricos, geográficos y telúricos de nuestra nación. |

Las obras comenzaron en 1943 y se concluyeron catorce años después. La inauguración oficial fue el 20 de junio de 1957.
El material metalúrgico destinado a su construcción fue donado en su gran parte por Don Domingo Tierz (natural de Sariñena, Huesca) que poseía una importante empresa metalúrgica; TIERZ S.A.

### Esculturas

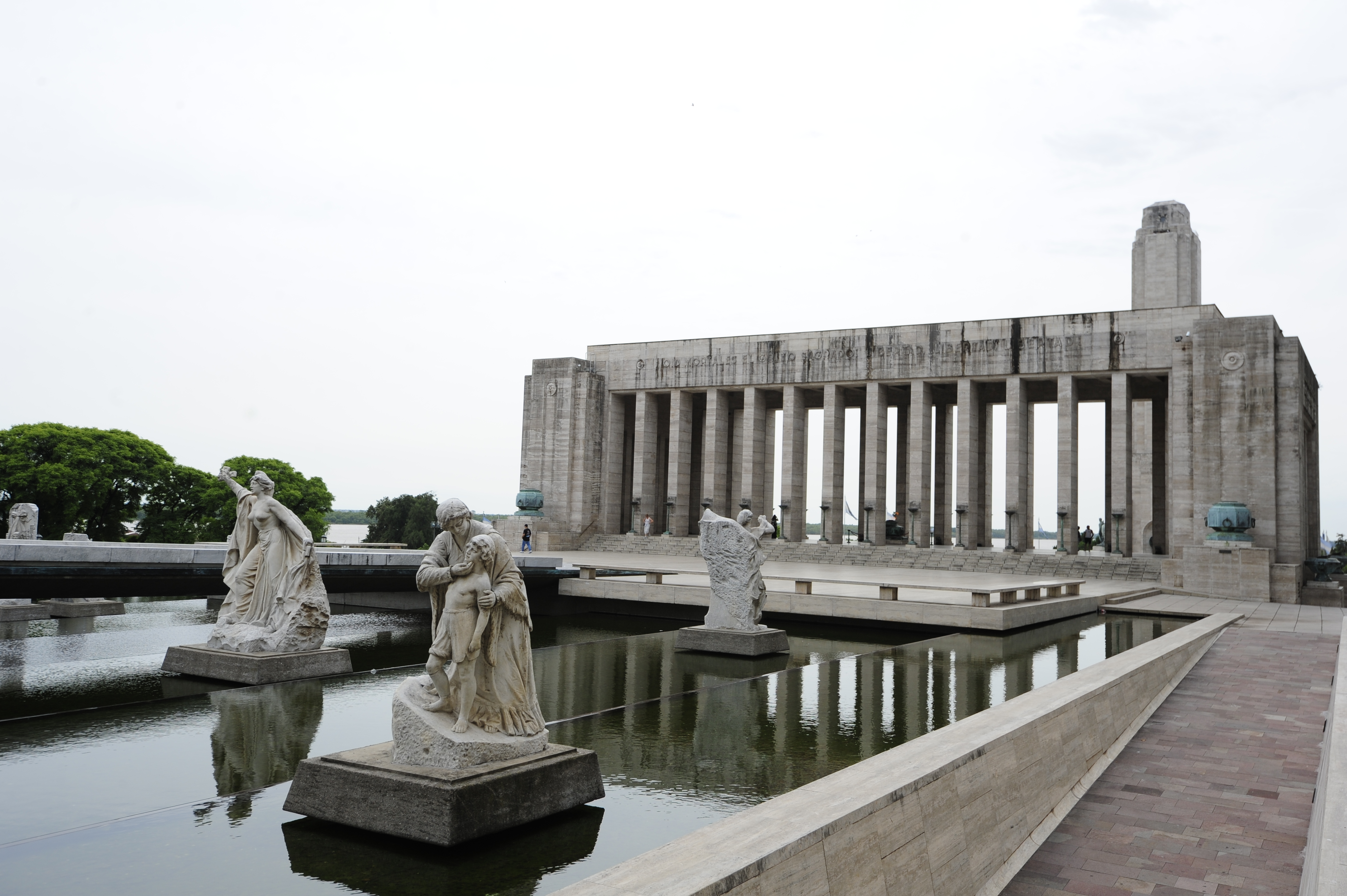
Estatuas de Lola Mora en Pasaje Juramento.

| Escultura              | Autor                  | Material          | Medidas (en metros) | Ubicación    |
| ---------------------- | ---------------------- | ----------------- | ------------------- | ------------ |
| Belgrano               | José Fioravanti        | Bronce            | 2,2 × 1 × 1         | Cripta       |
| La Patria Abanderada   | Alfredo Bigatti        | Bronce            | 6 × 2,5 × 1,5       | Proa         |
| Madre Patria           | José Fioravanti        | Bronce            | 6 × 2,5 × 1,5       | Patio cívico |
| La Pampa               | Alfredo Bigatti        | Bronce            | 2 × 4,5 × 4.5       | Torre        |
| Los Andes              | José Fioravanti        | Bronce            | 2 × 4,5 × 4,5       | Torre        |
| Océano Atlántico       | Alfredo Bigatti        | Mármol travertino | 5 × 3 × 1,5         | Torre        |
| Río Paraná             | José Fioravanti        | Mármol travertino | 5 × 3 × 1,5         | Torre        |
| Este                   | Alfredo Bigatti        | Mármol travertino | 5 × 1,2 × 1,2       | Torre        |
| Norte                  | José Fioravanti        | Mármol travertino | 5 × 1,2 × 1,2       | Torre        |
| Oeste                  | José Fioravanti        | Mármol travertino | 5 × 1,2 × 1,2       | Torre        |
| Sur                    | Alfredo Bigatti        | Mármol travertino | 5 × 1,2 × 1,2       | Torre        |
| América Indígena       | A.Blarasín y J.Deharde | Bronce            | 2 × 1 × 1           | Propileo     |
| América Colonial       | A.Blarasín y J.Deharde | Bronce            | 2 × 1 × 1           | Propileo     |
| América Constitucional | A.Blarasín y J.Deharde | Bronce            | 2 × 1 × 1           | Propileo     |
| América Futura         | A.Blarasín y J.Deharde | Bronce            | 2 × 1 × 1,1         | Propileo     |

## Galería de imágenes

### Monumento a la Bandera

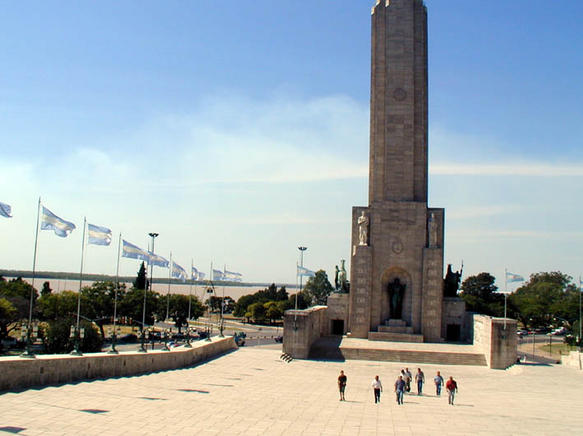
Patio Cívico
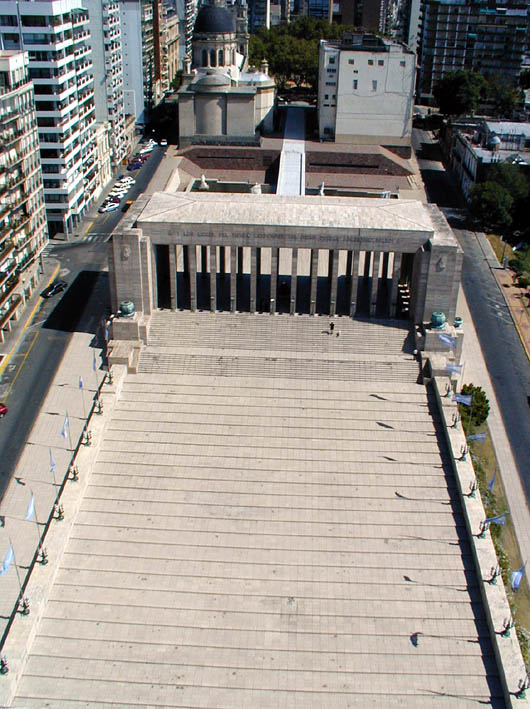
Vista desde la torre: Patio Cívico, Propileo y Pasaje Juramento
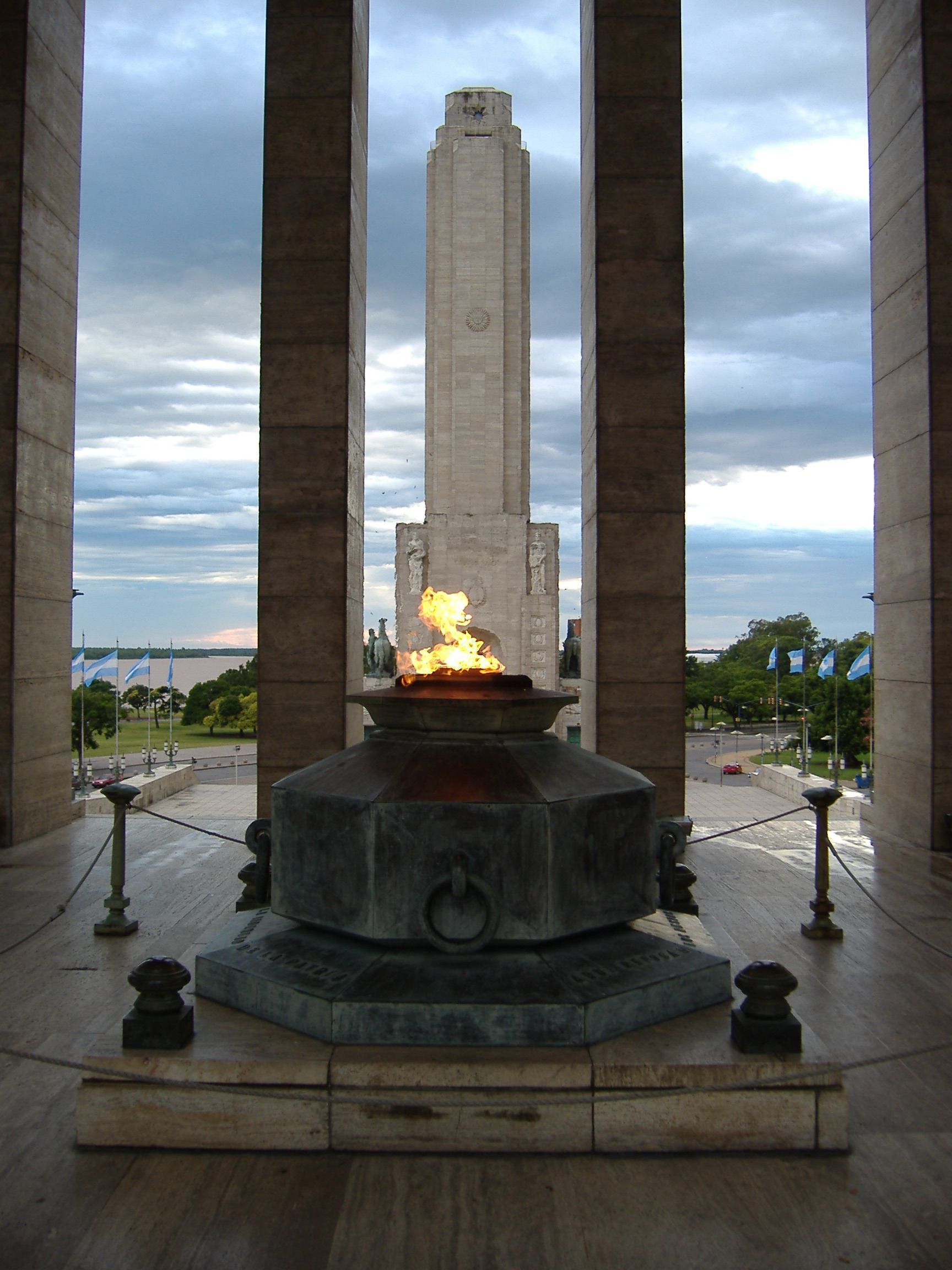
Llama votiva al soldado desconocido
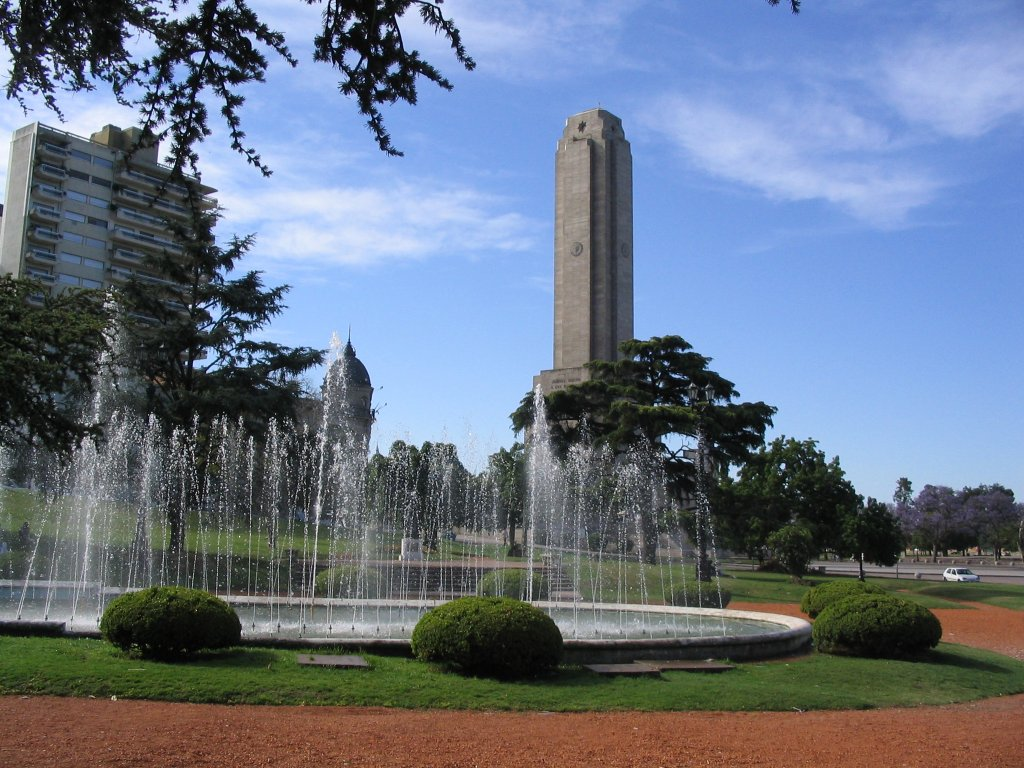
Vista general desde el Parque
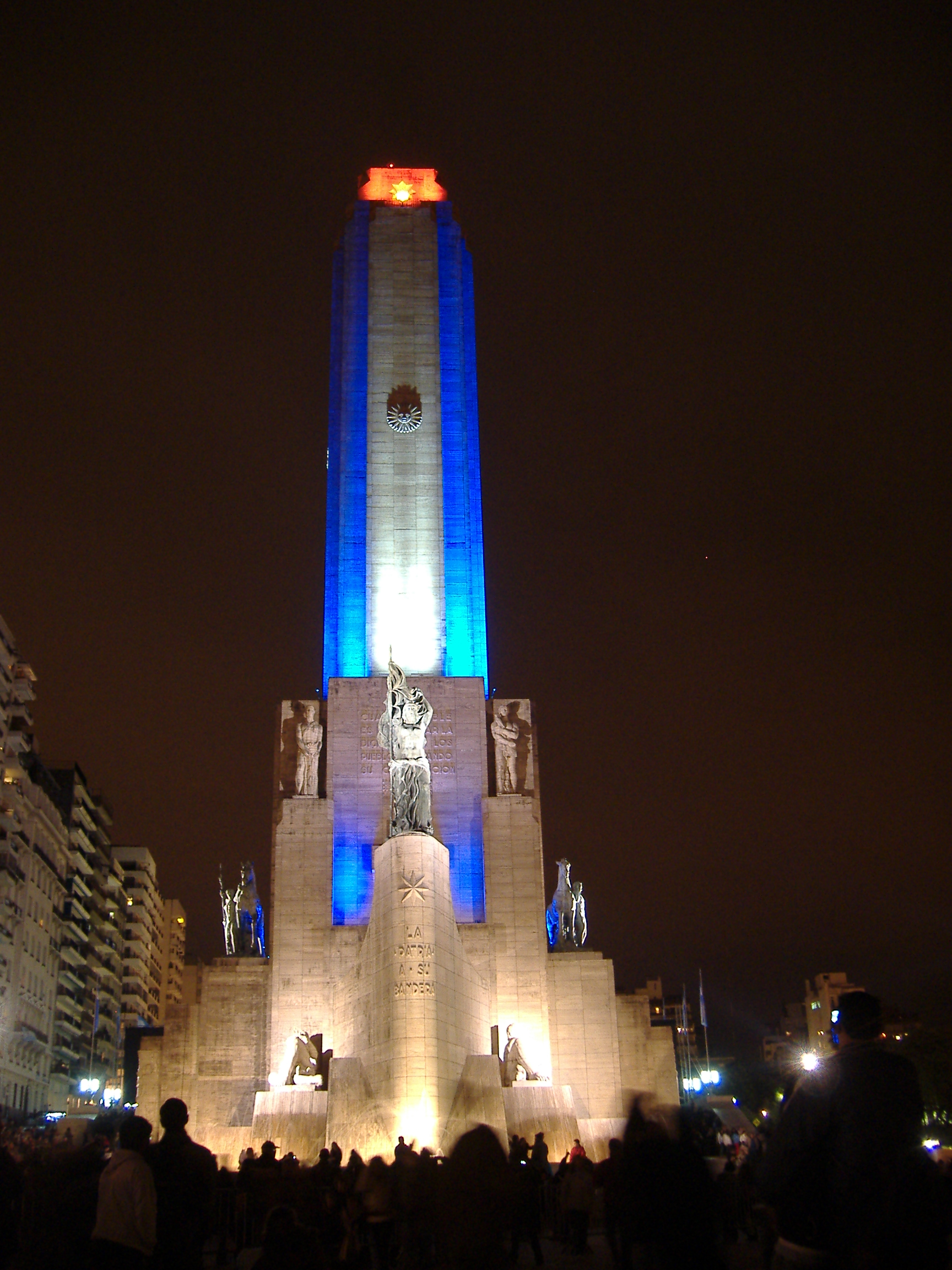
Nueva iluminación ornamental (año 2007)
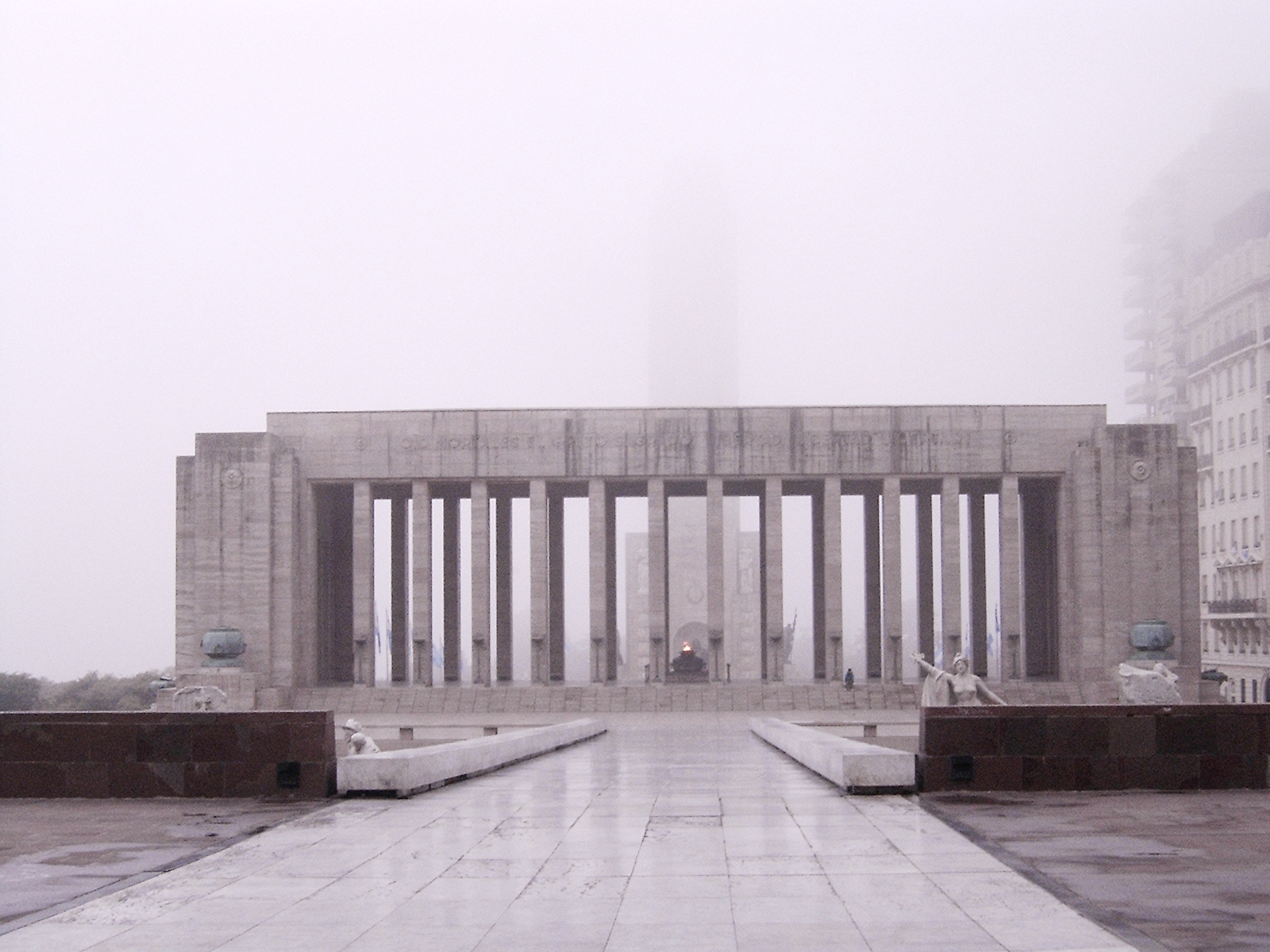
El Propileo
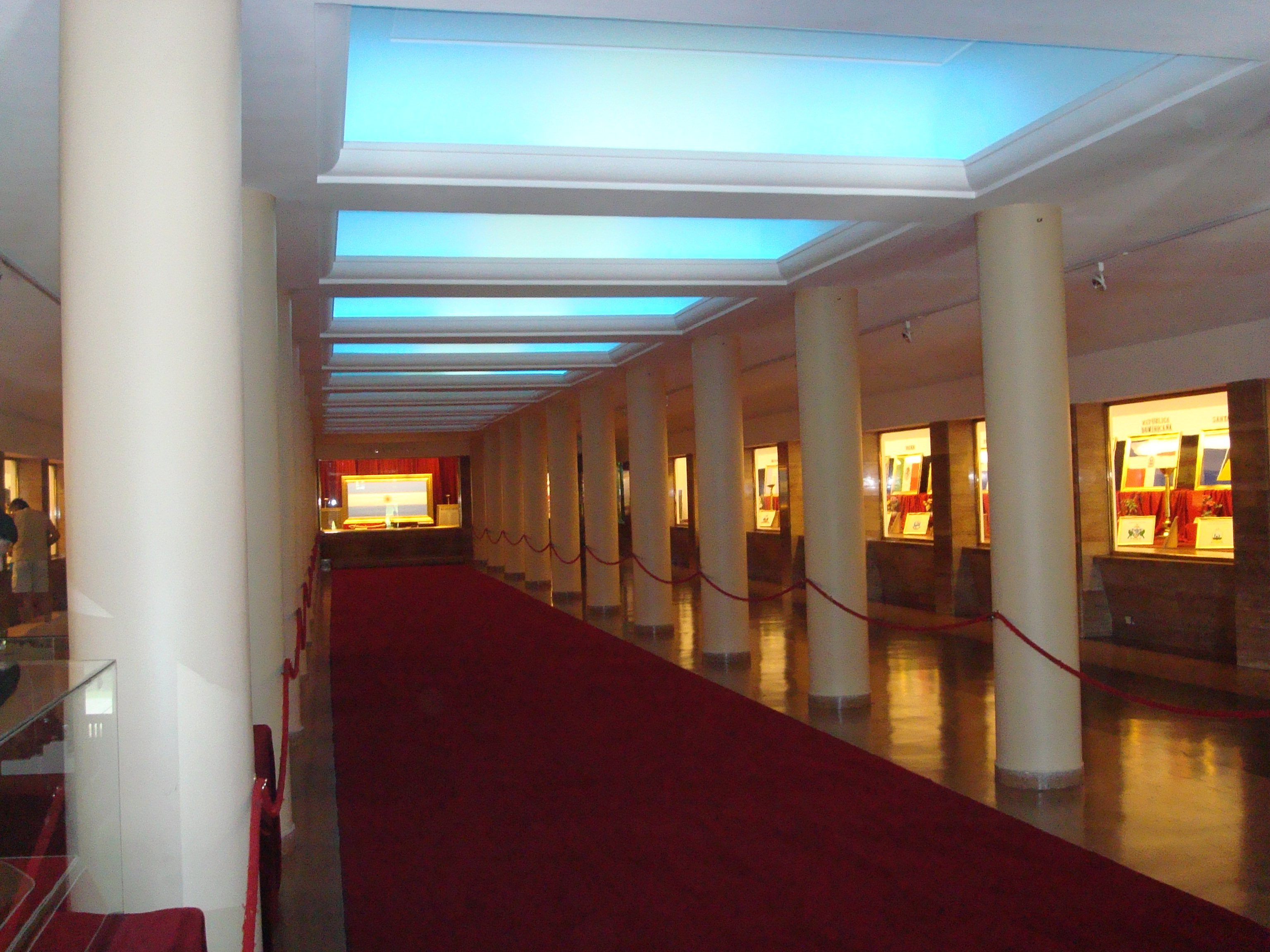
Sala de Honor de las Banderas de América
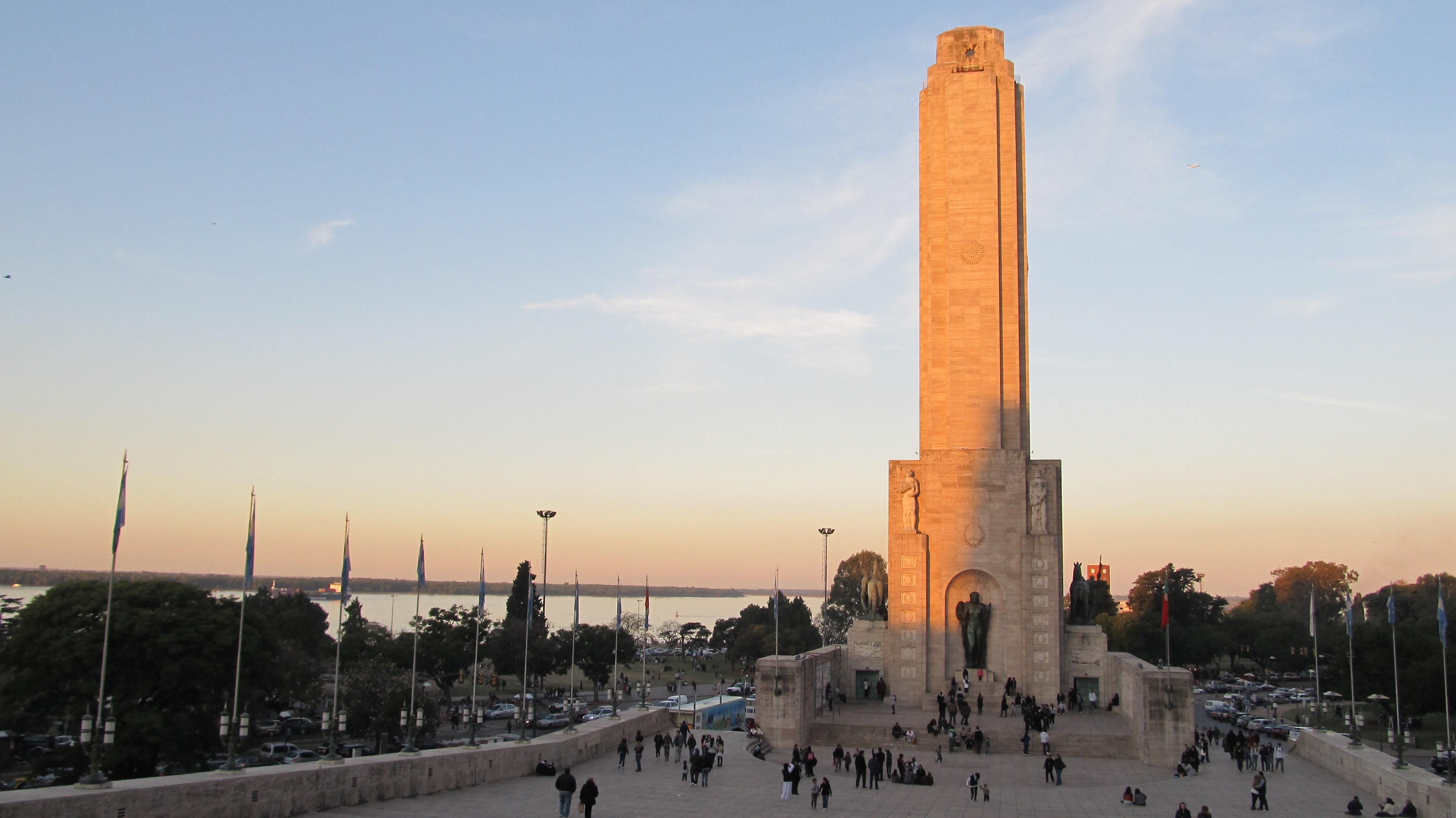
Vista panorámica
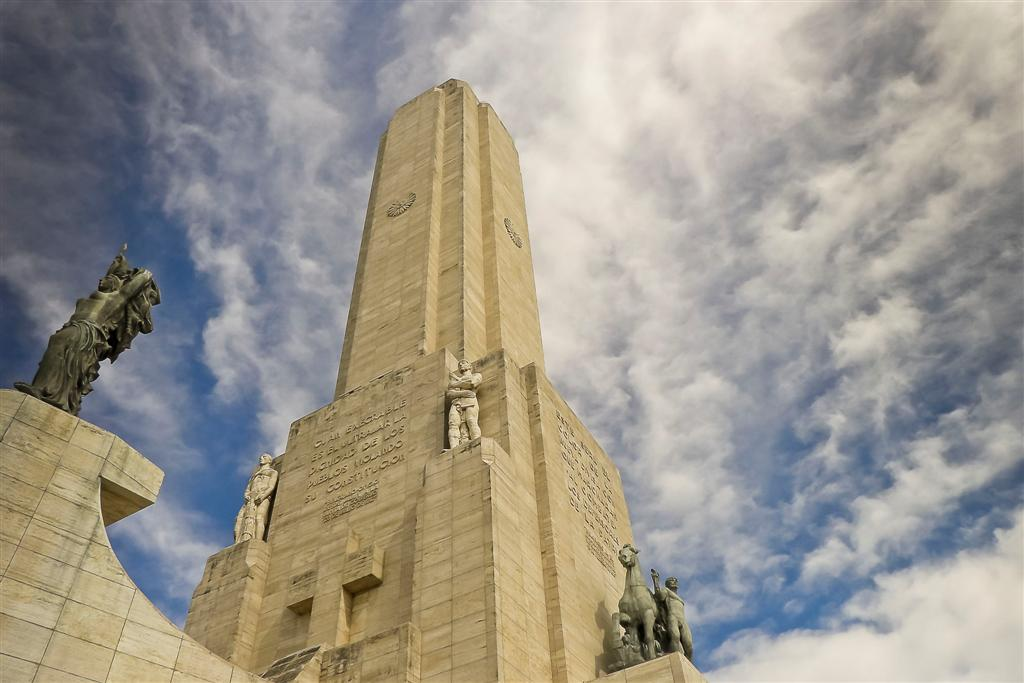
Vista desde base
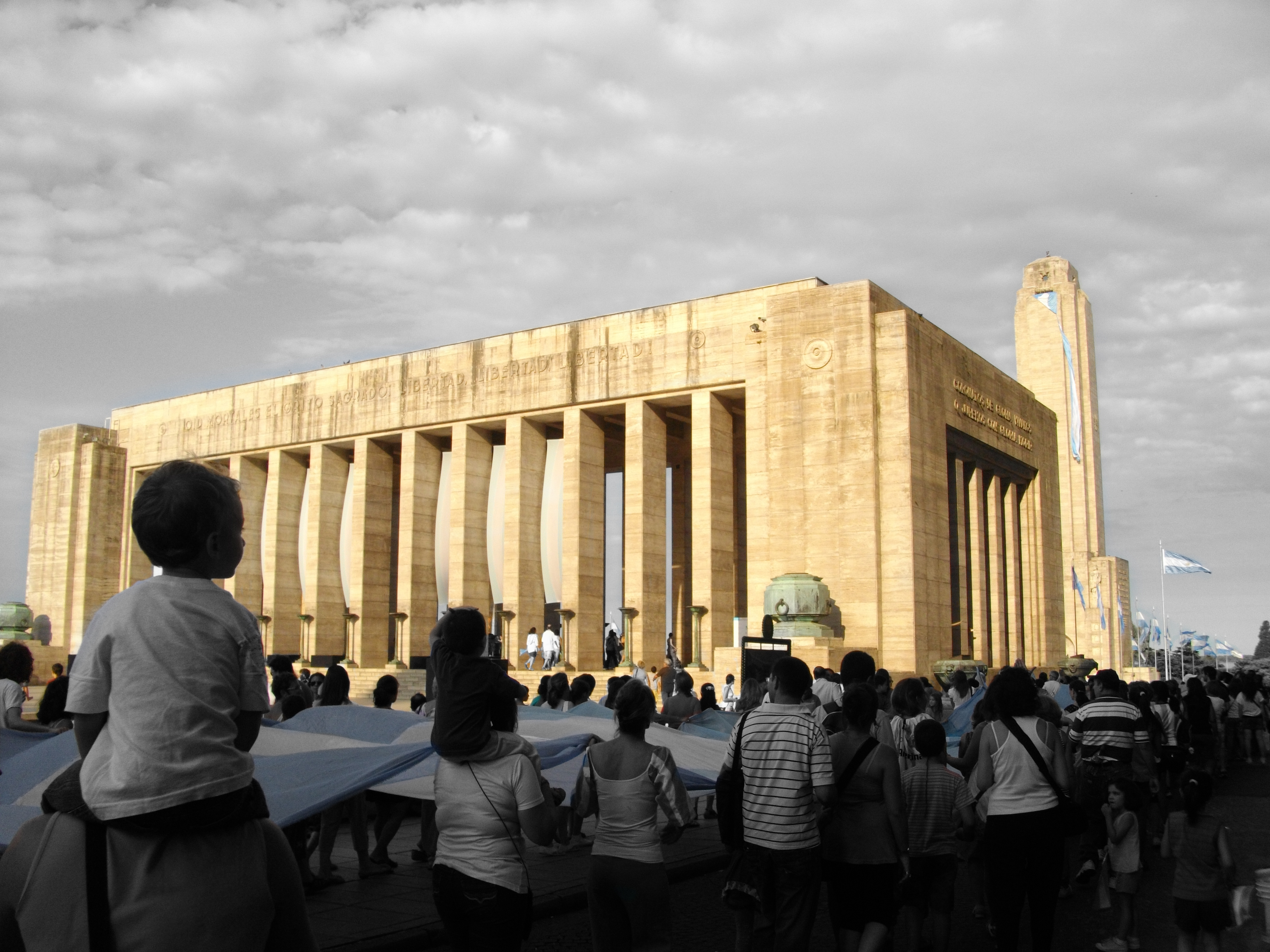
Alta en el Cielo
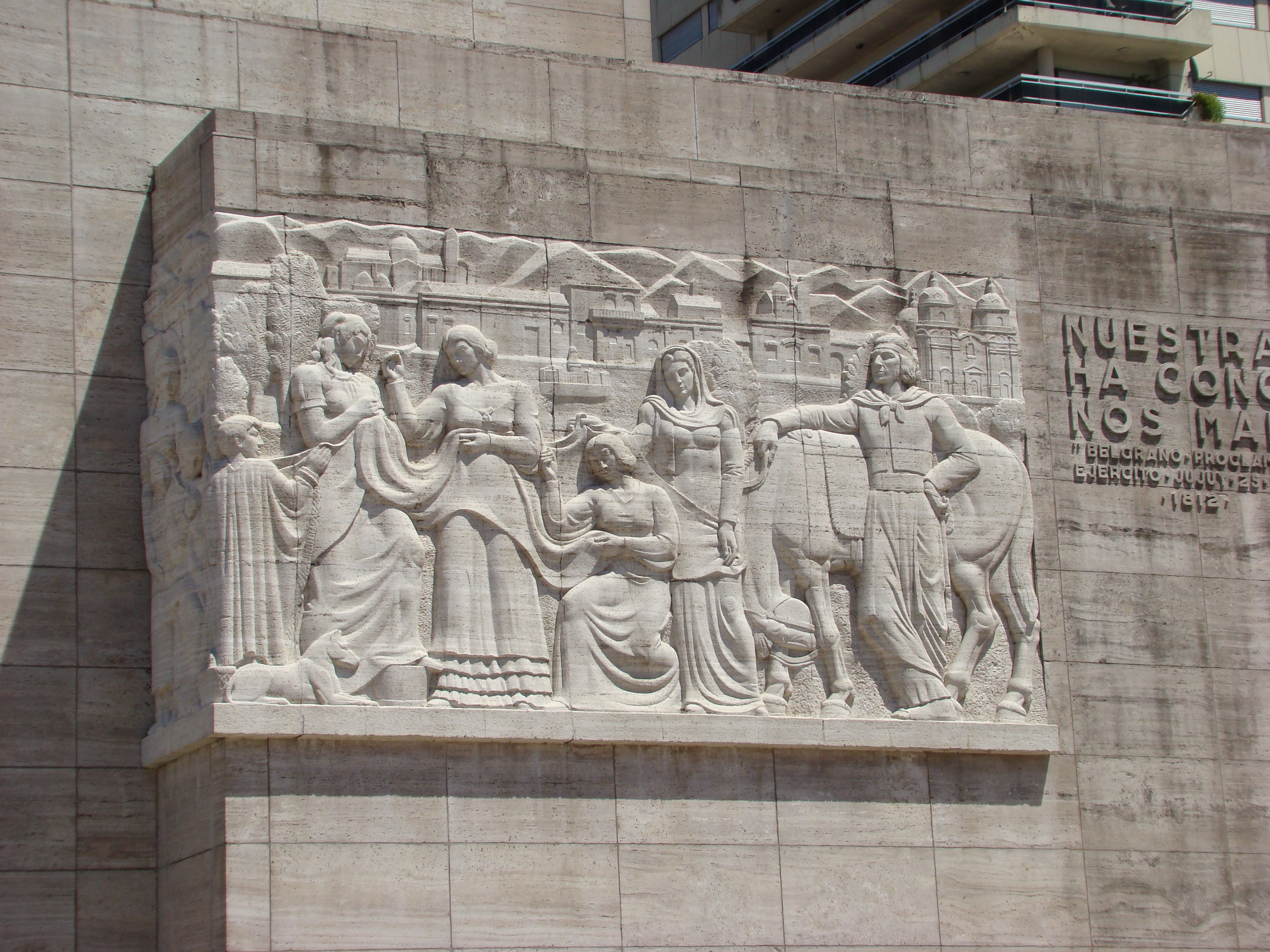
Friso en bajorrelieve y relieve
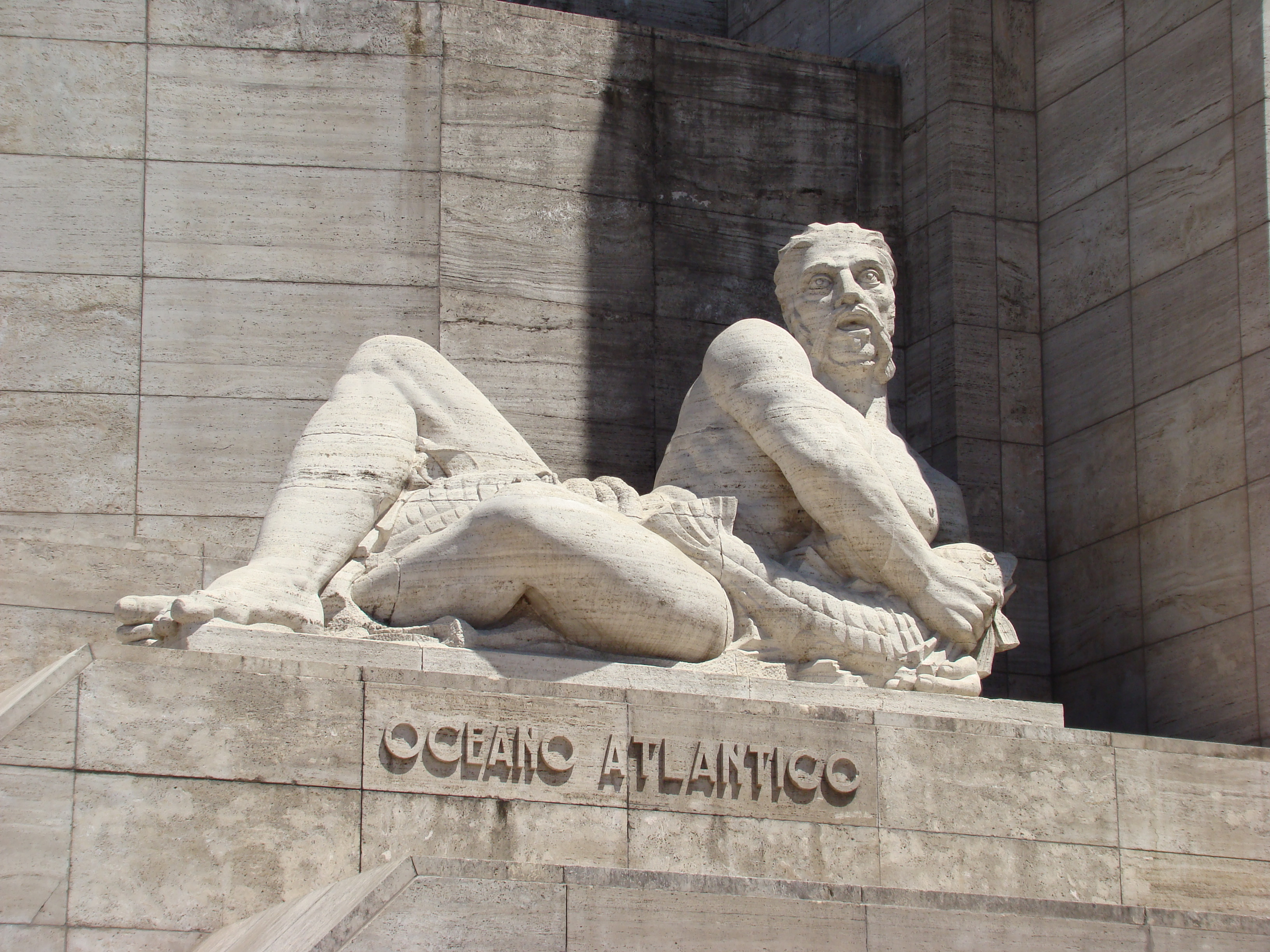
Alegoría del Océano Atlántico (Alfredo Bigatti)

### Pasaje Juramento
El 9 de octubre de 1995, quedó oficialmente inaugurada la primera etapa del proyecto para la realización del Pasaje Juramento y fueron colocadas las esculturas de Lola Mora. El 25 de febrero de 1997 quedó inaugurada la segunda etapa que vincula la Plaza 25 de Mayo con el Monumento Nacional a la Bandera.

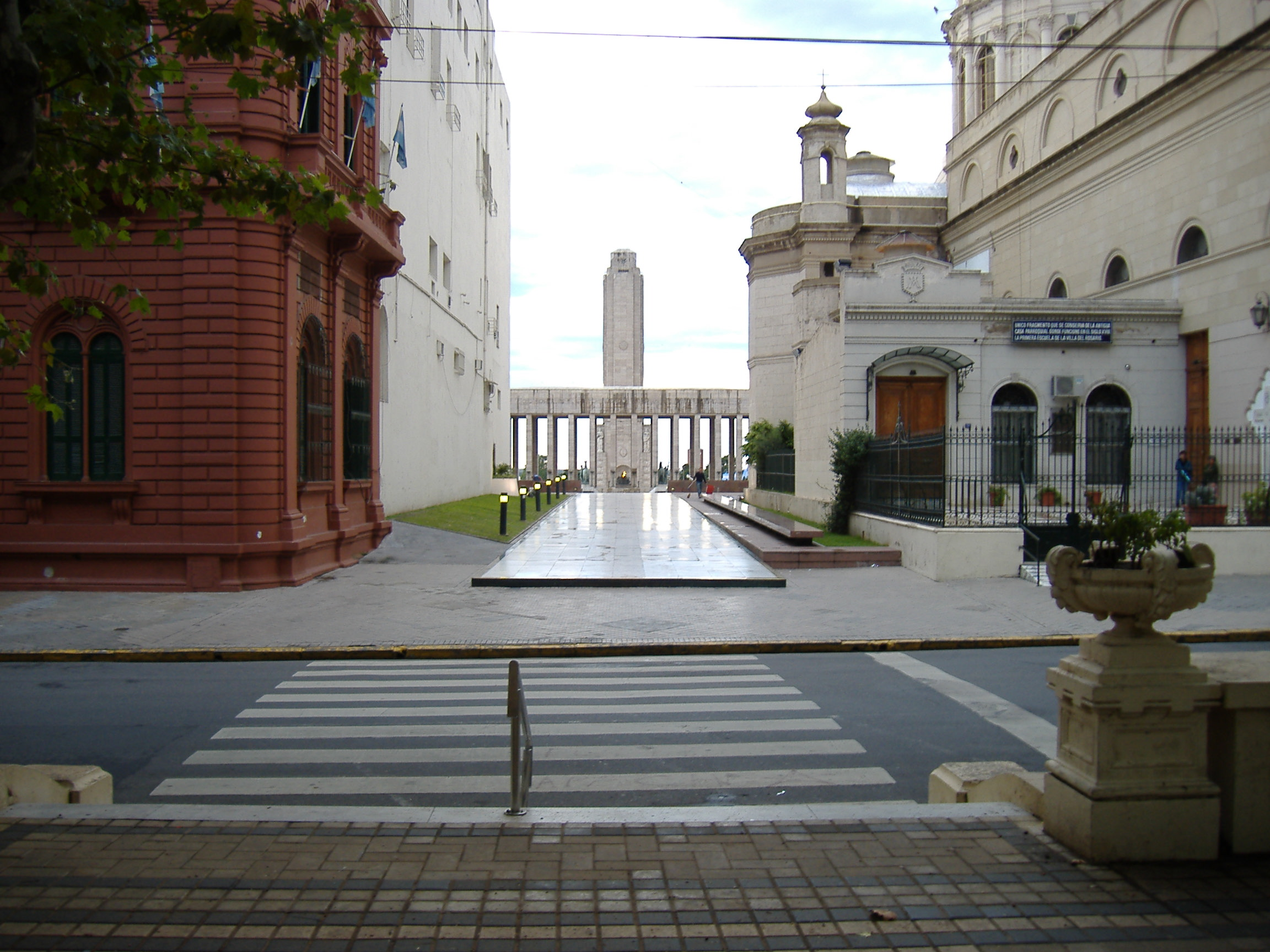
Pasaje Juramento.
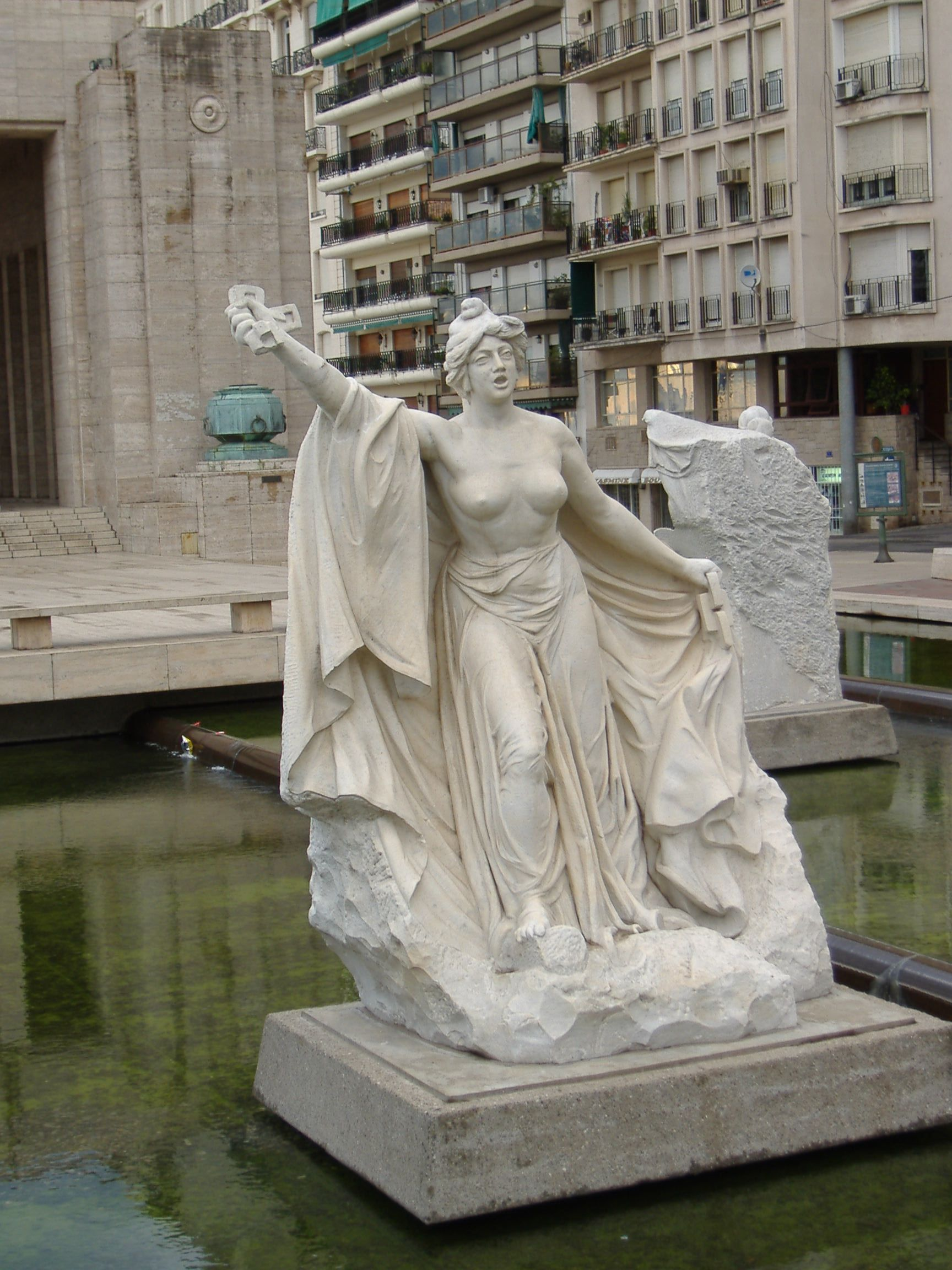
La Patria viva.
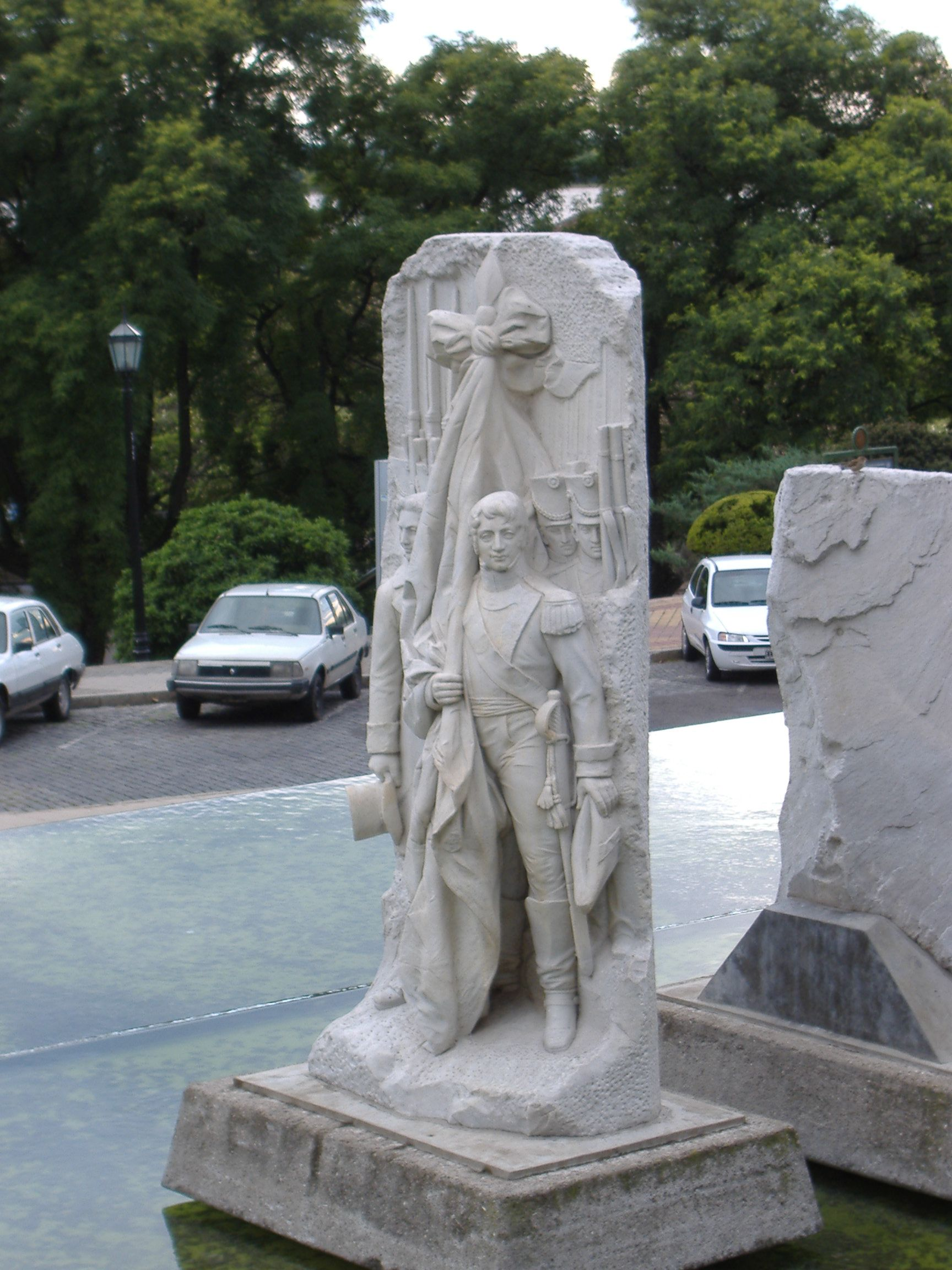
Belgrano y la Argentina.
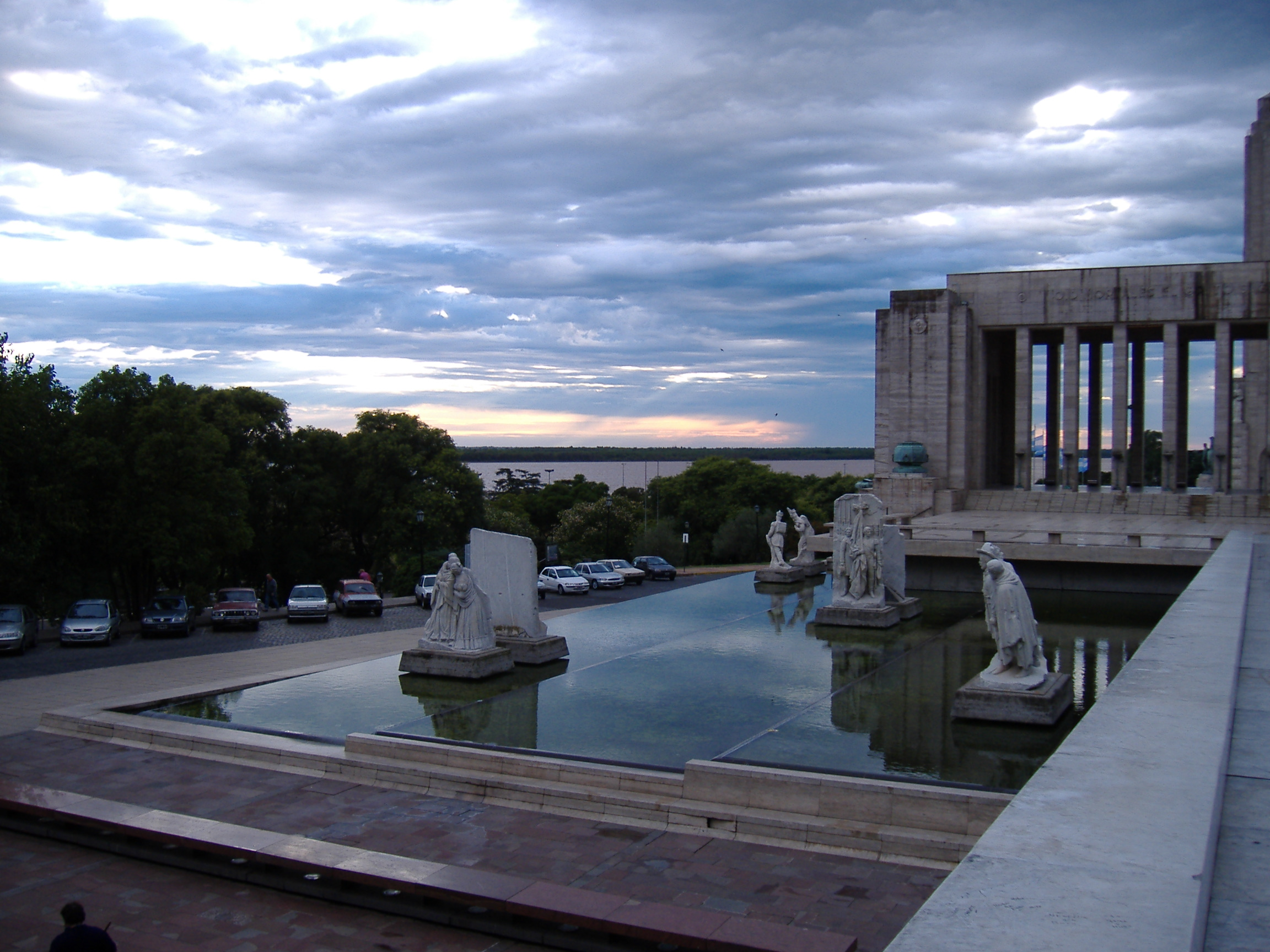
Pasaje Juramento.
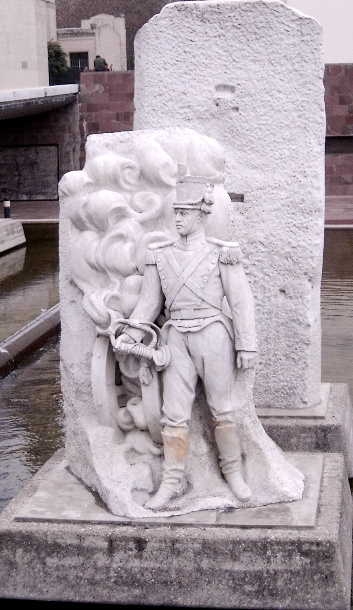
El soldado y el clarín.
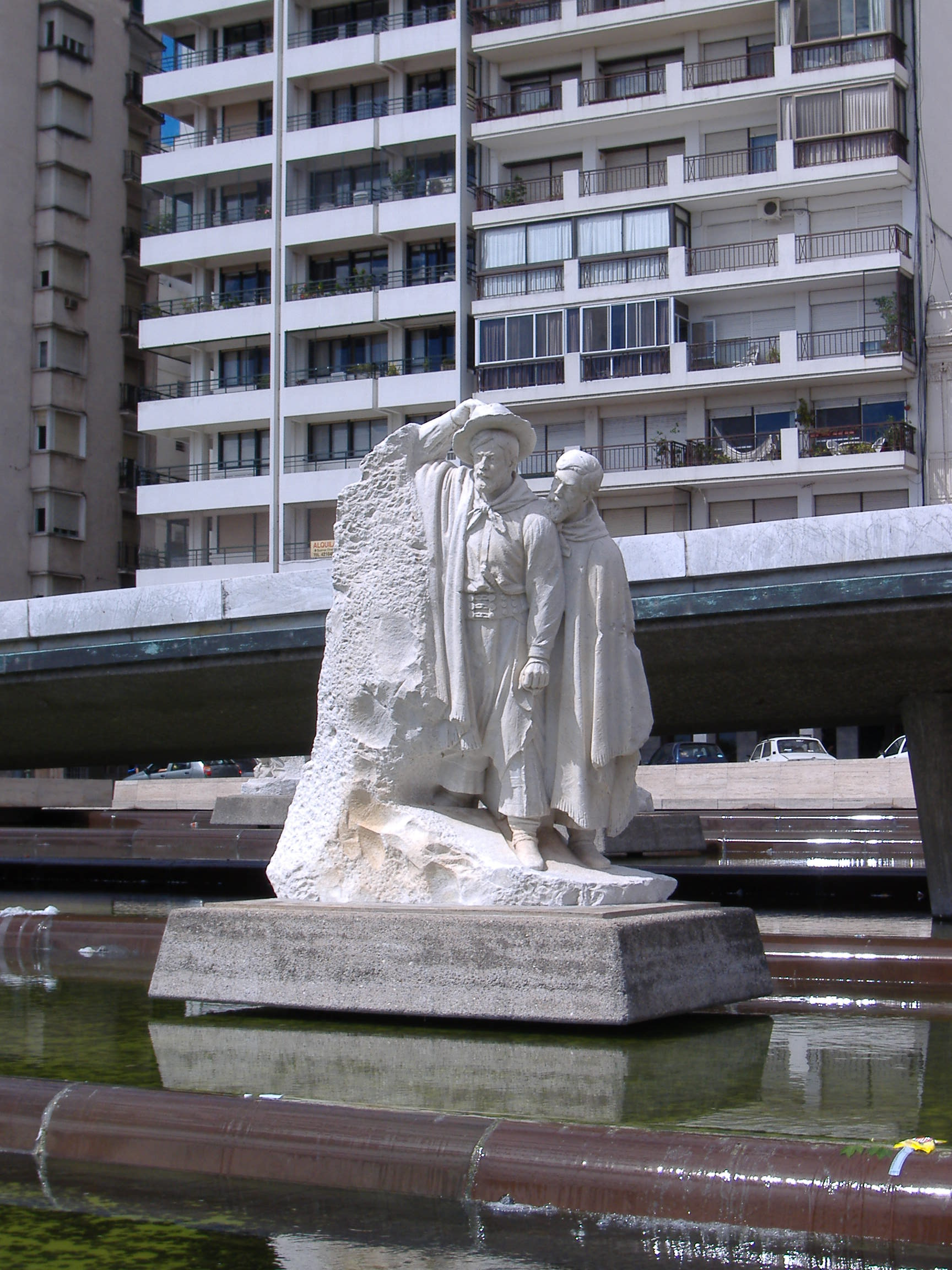
El Pueblo.
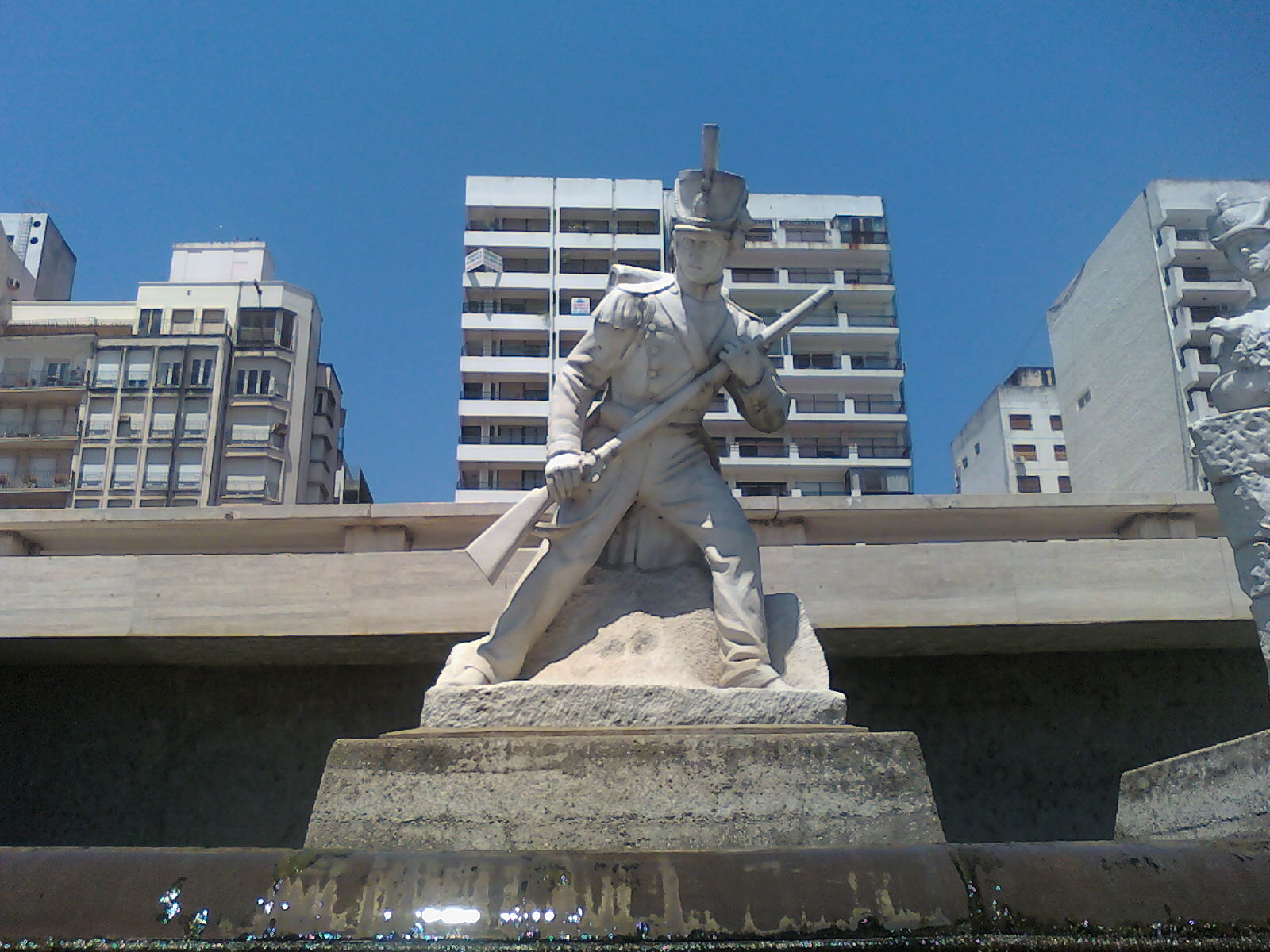
Soldado
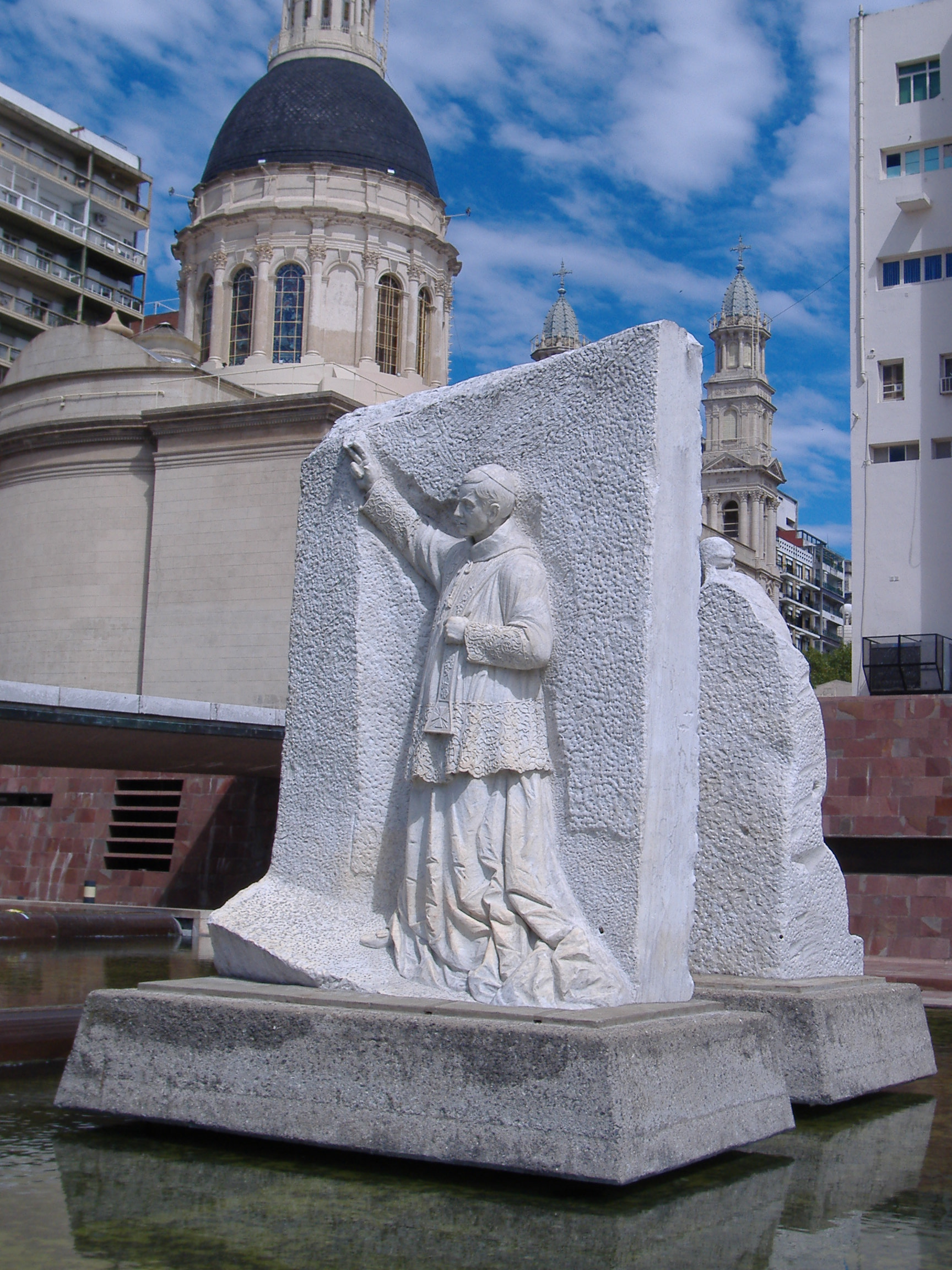
Fray Gorriti bendiciendo la bandera.

### Banderas de otros naciones
Un Mástil de bandera en el monumento generalmente se mantiene vacío y se usa para celebrar las fiestas nacionales de otras naciones, particularmente aquellas que tienen una importante población inmigrante en Argentina; algunos ejemplos son el Día de la Fundación Nacional de Japón, la Festa della Repubblica de Italia o el Día de San Patricio de Irlanda.

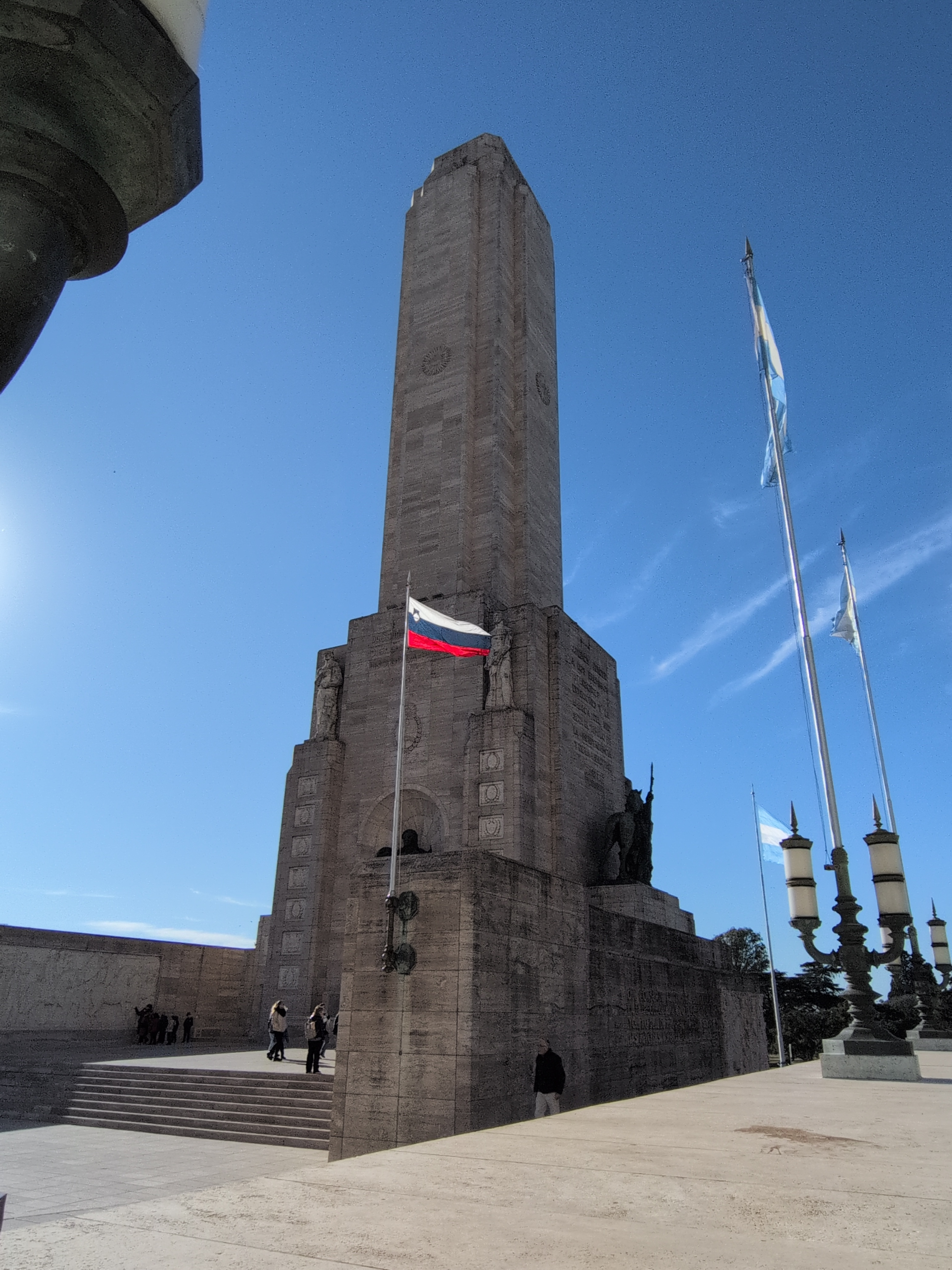
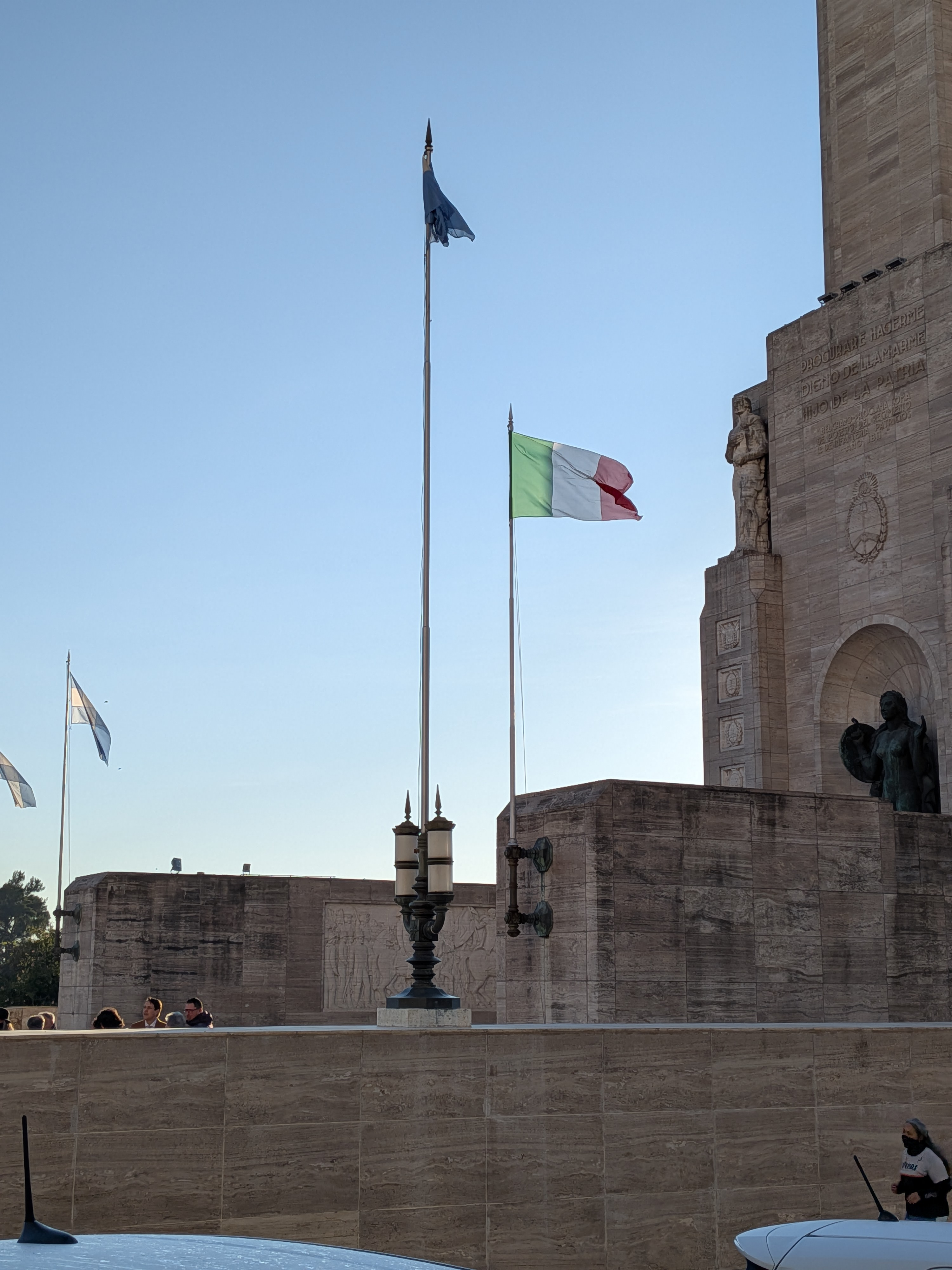
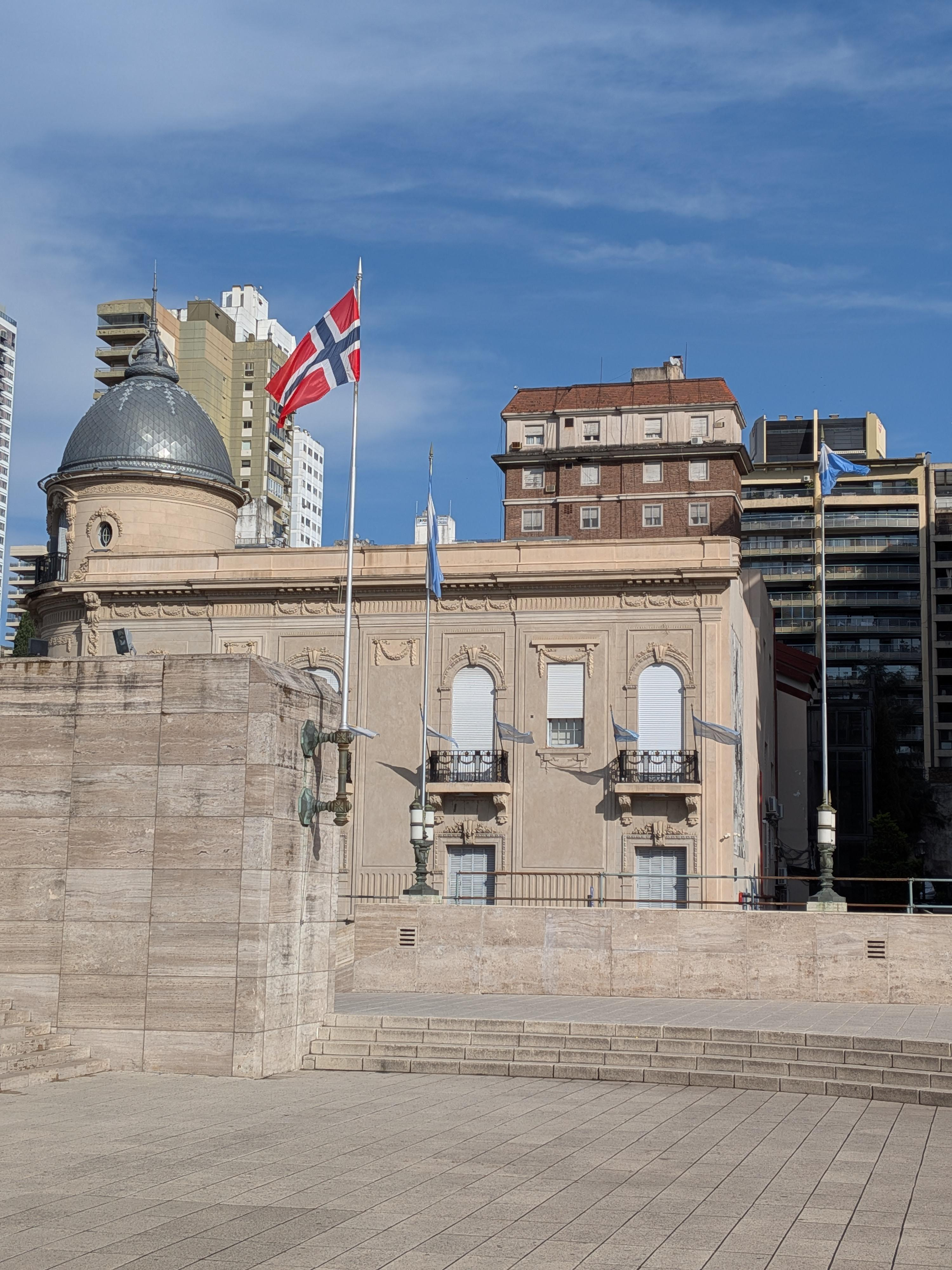
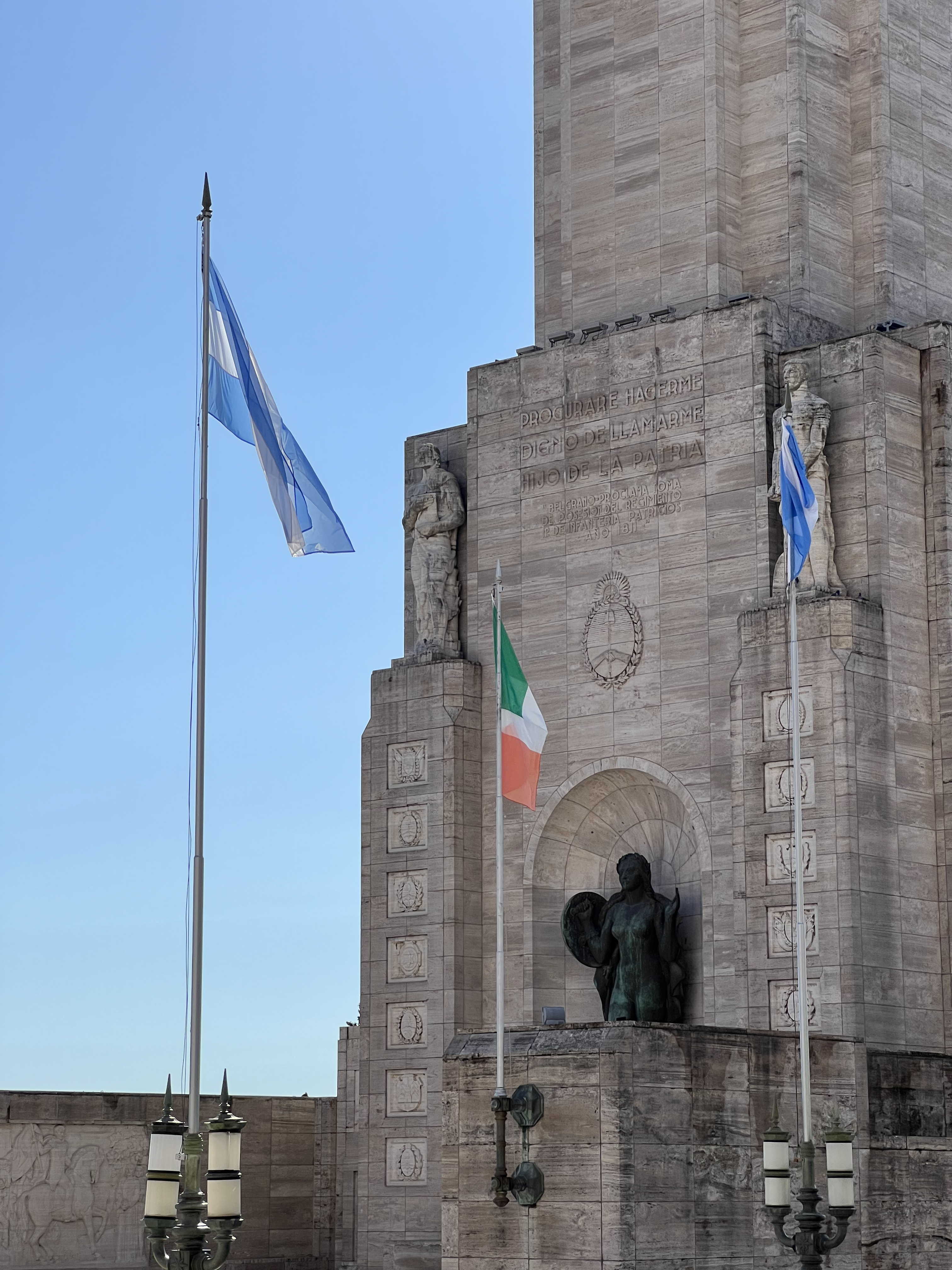
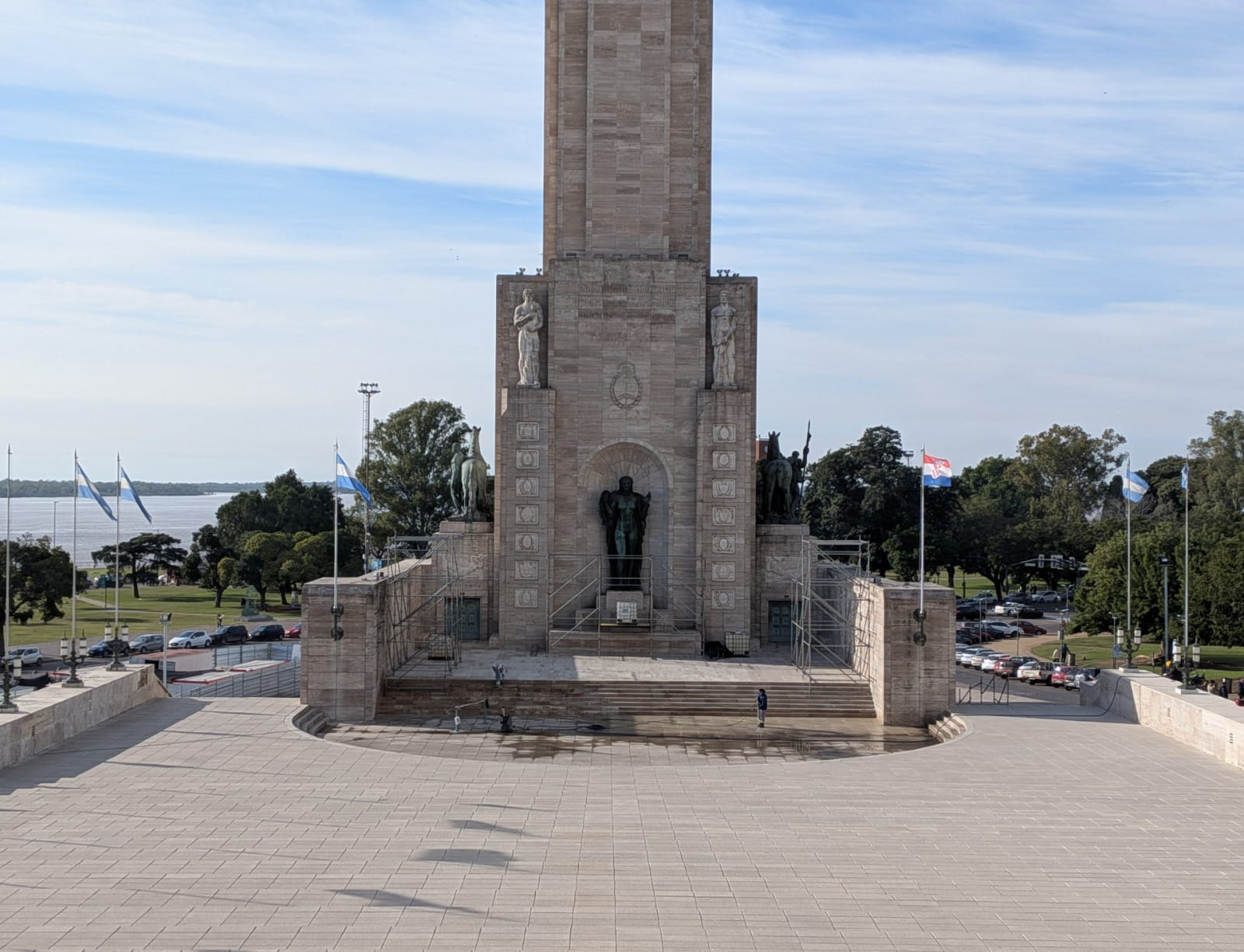
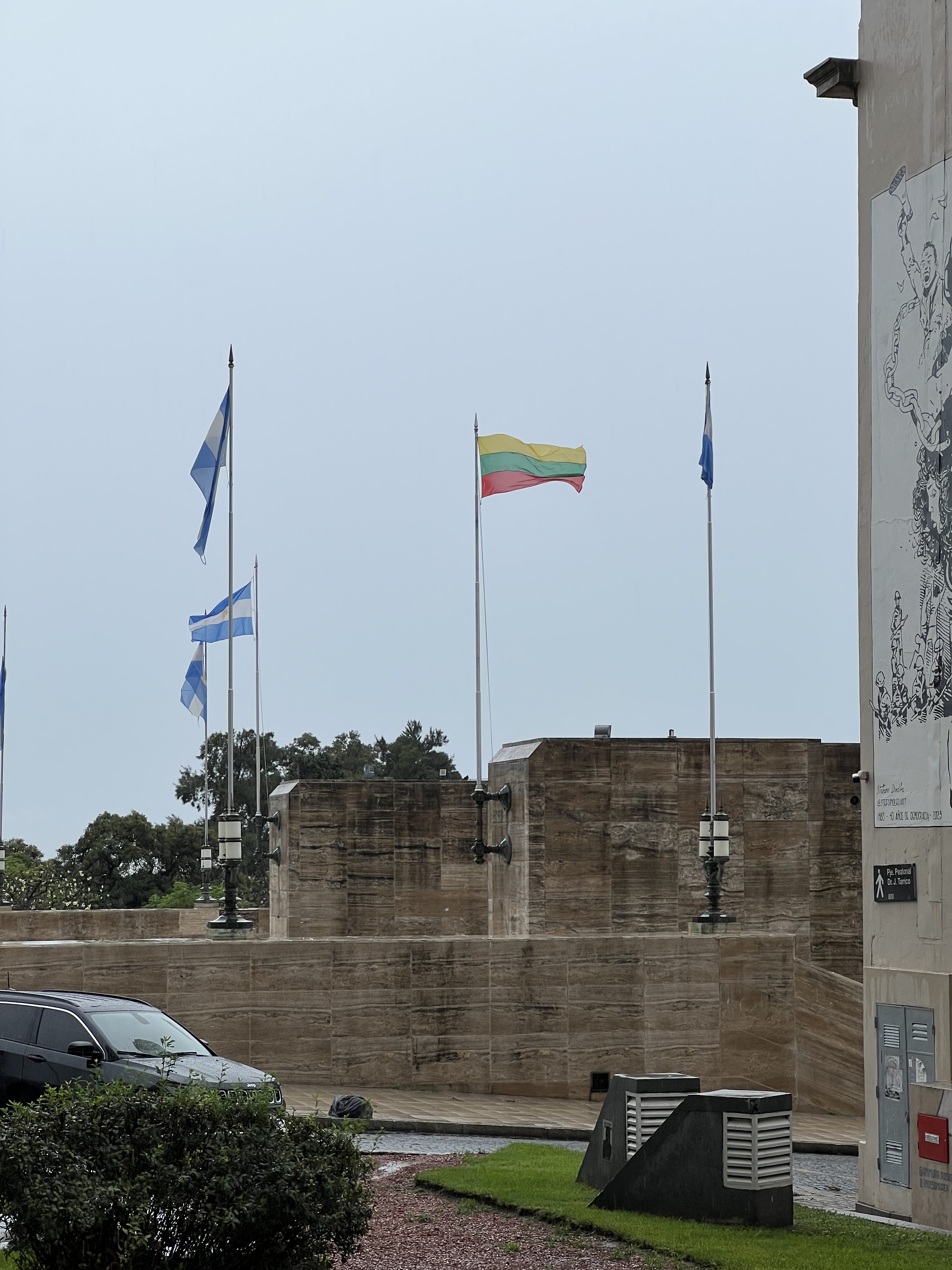

## Turismo
Según los premios Travellers Choice 2013, que otorga el sitio Tripavisor sobre la base de votos de las personas el Monumento Nacional a La Bandera ocupa en puesto número 20 entre los 25 lugares de interés para visitar de América del Sur.
- Valor Patrimonial de Rosario, monumento Histórico Nacional a la Bandera: 011170000[11]

## Monumentos anteriores
El primer monumento dedicado a la bandera argentina fue erigido en 1872, en la isla fluvial del Espinillo, frente a la ciudad de Rosario. Fue diseñado por un
ingeniero local, Nicolás Grondona (1826-1877). Se trataba de un monolito de siete metros de altura, revestido de mármol. Desapareció en 1878, probablemente a  consecuencia de una gran inundación.
El 2 de julio de 1938 se inauguró un monumento a la bandera en la ciudad bonaerense de Florencio Varela.
en 1942 se inauguró en Burzaco, Buenos Aires, un monumento conmemorativo en la plaza Manuel Belgrano de dicha localidad.